# Liste des cours d'eau de la Chine
Cet article liste des principaux cours d’eau de Chine. Ceux-ci sont regroupés par exutoire (océan, désert) puis bassin versant en progressant du nord au sud. 

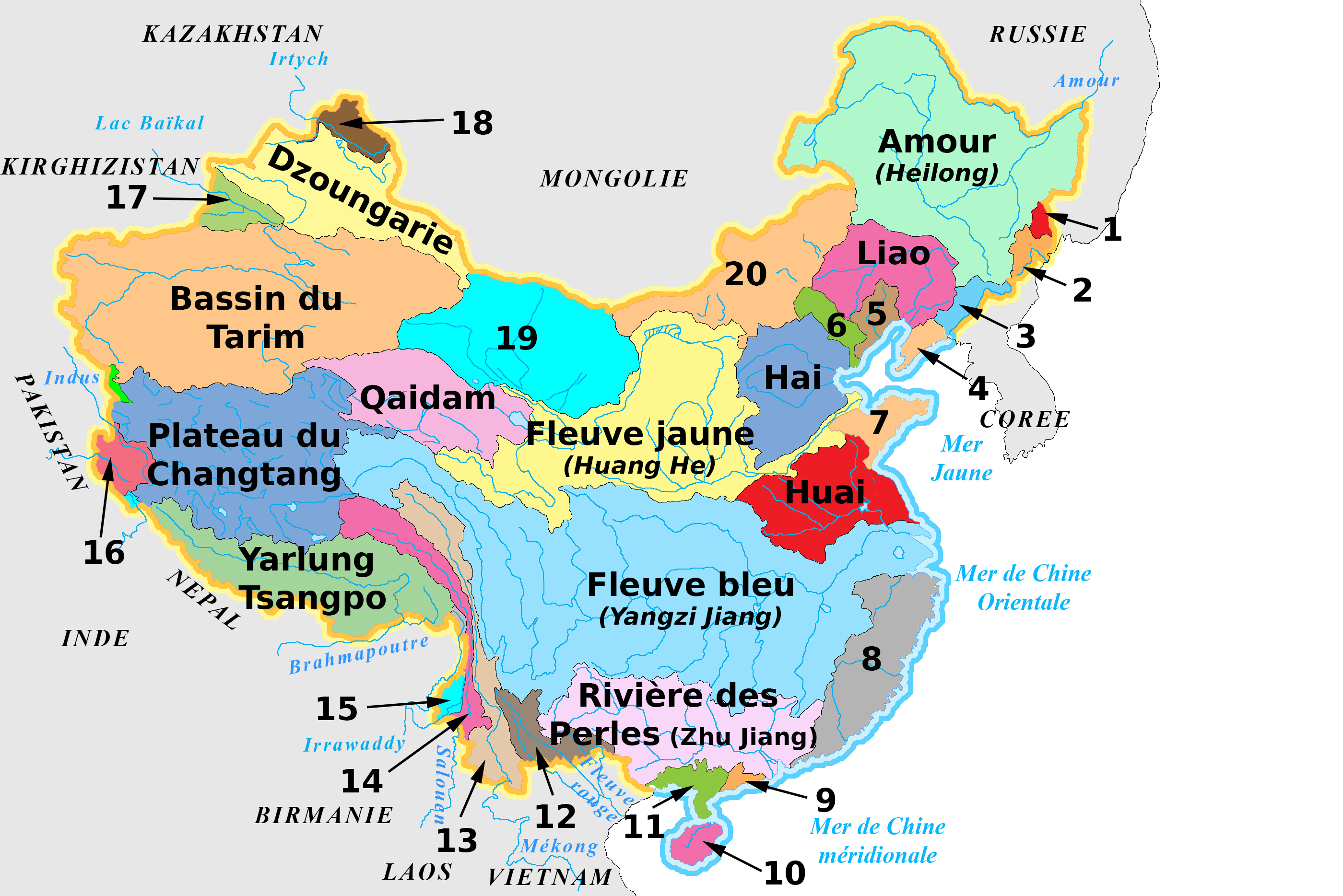
Carte des bassins versants des fleuves chinois. Légende : 1 : Suifen - 2 : Tumen - 3 : Yalu - 4 : Liaodong - 5 : Fleuves côtiers du Hebei et du Liaoning occidental - 6 : Luan - 7 : Fleuves de la péninsule du Shandong - 8 et 9 : Fleuves côtiers du sud-est - 10 : Fleuves du Hainan - 11 : Fleuves de la péninsule du Leizhou, rivières du Guangxi sud-est - 12 : Yun Jiang / Song Hong - 13 : Lancang (Mekong) - 14 : Nu / Salouen - 15 : Dulong (affluent de l'Irrawaddy) - 16 : Panjnad/ Sênggê Zangbo affluent de l'Indus - 17 : Ili - 18 : Ertix (cours supérieur de l'Irtych) - 19 : Corridor du Hexi - Alxa - 20 : Mongolie-Intérieure.

## Synthèse
| Fleuve                               | Longueur | Surface bassin versant | Débit       |
| ------------------------------------ | -------- | ---------------------- | ----------- |
| Bassin versant de l'Amour            |          |                        |             |
| Songhua                              | 1 434 km | 557 180 km2            | 2 463 m3/s  |
| Argoun                               | 1 620 km | 164 500 km²            | 340 m3/s    |
| Bassin versant du Liao               |          |                        |             |
| Liao                                 | 1345 km  | 232 000 km2            | 500 m3/s    |
| Bassin versant du Hai He             |          |                        |             |
| Hai He                               | 1 329 km | 318 200 km2            | 717 m3/s    |
| Bassin versant du Fleuve Jaune       |          |                        |             |
| Fleuve Jaune                         | 5464 km  | 752 443 km2            | 2 571 m3/s  |
| Wei He                               | 818 km   | 135 000 km2            |             |
| Bassin versant du Huai He            |          |                        |             |
| Huai He                              | 1 078 km | 174 000 km2            | 1 110 m3/s  |
| Bassin versant du Yangzi Jiang       |          |                        |             |
| Yangzi Jiang                         | 6 380 km | 1 800 000 km2          | 30 000 m3/s |
| Gan                                  | 885 km   | 81 600 km2             | 1 667 m3/s  |
| Han                                  | 885 km   | 174 300 km2            | 2 156 m3/s  |
| Xiang                                | 856 km   | 94 815 km2             | 2 070 m3/s  |
| Yuan                                 | 864 km   | 89 163 km2             | 2 158 km²/s |
| Wu                                   | 1150 km  | 80 300 km2             | 1 108 m3/s  |
| Min                                  | 735 km   | 134 000 km2            | 2 850 m3/s  |
| Jialing                              | 1 119 km | 160 000 km2            | 2 130 m3/s  |
| Yalong                               | 1 323 km | 128 444 km2            | 1 914 m3/s  |
| Bassin versant du Rivière des Perles |          |                        |             |
| Rivière des Perles                   | 2 200 km | 409 458 km2            | 9 500 m3/s  |
| Xi                                   | 2 197 km | 409 480 km2            | 6 965 m3/s  |

## Mer d’Okhotsk

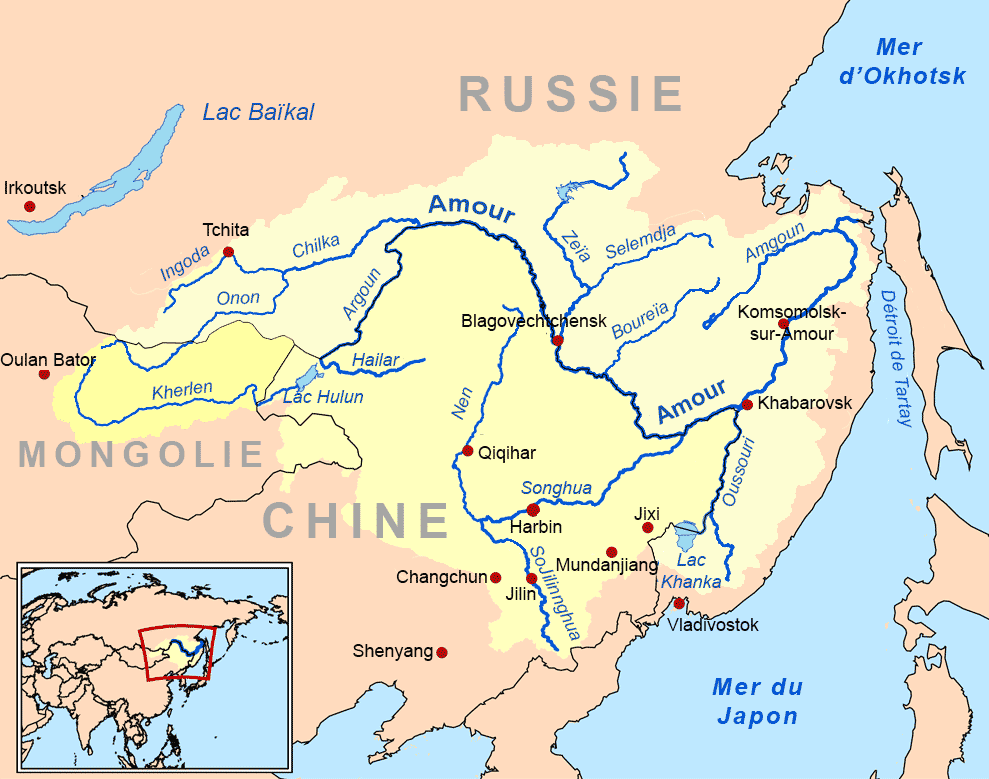
Cours d'eau du bassin versant de l'Amour (en partie en Russie et en Mongolie).

### Bassin versant de l'Amour
- Amour (Heilong)
  - Oussouri : cours d'eau situé en Russie formant en partie la frontière avec la Chine
    - Soungatcha : cours d'eau  situé en Russie formant en partie la frontière avec la Chine
    - Muling He (穆棱河) : longueur 577 km, bassin versant 18 500 km2

  - Songhua (松花江) : longueur 1 434 km, bassin versant 557 180 km2, débit moyen 2 463 m3/s
    - Ashi (阿什河)
    - Hulan (呼兰河)
    - Songhua secondaire (第二松花江)
    - Woken (倭肯河)
    - Mudan (牡丹江)  longueur 726 km, bassin versant 44 000 km2 , débit moyen 181 m3/s
    - Nen (嫩江) longueur 1 370 km, bassin versant 283 000 km2 , débit moyen 844 m3/s
      - Gan (甘河)

    - Huifa (辉发河)

  - Argoun (额尔古纳河) : longueur 1 620 km, bassin versant 164 500 km² , débit moyen 340 m3/s
    - Hailar (海拉尔河)
    - Hulun (呼伦湖)
      - Kerülen (克鲁伦河) : cours situé en partie en Mongolie
      - Lac Buir (贝尔湖) : cours situé principalement en Mongolie.

Songhua et ses affluents
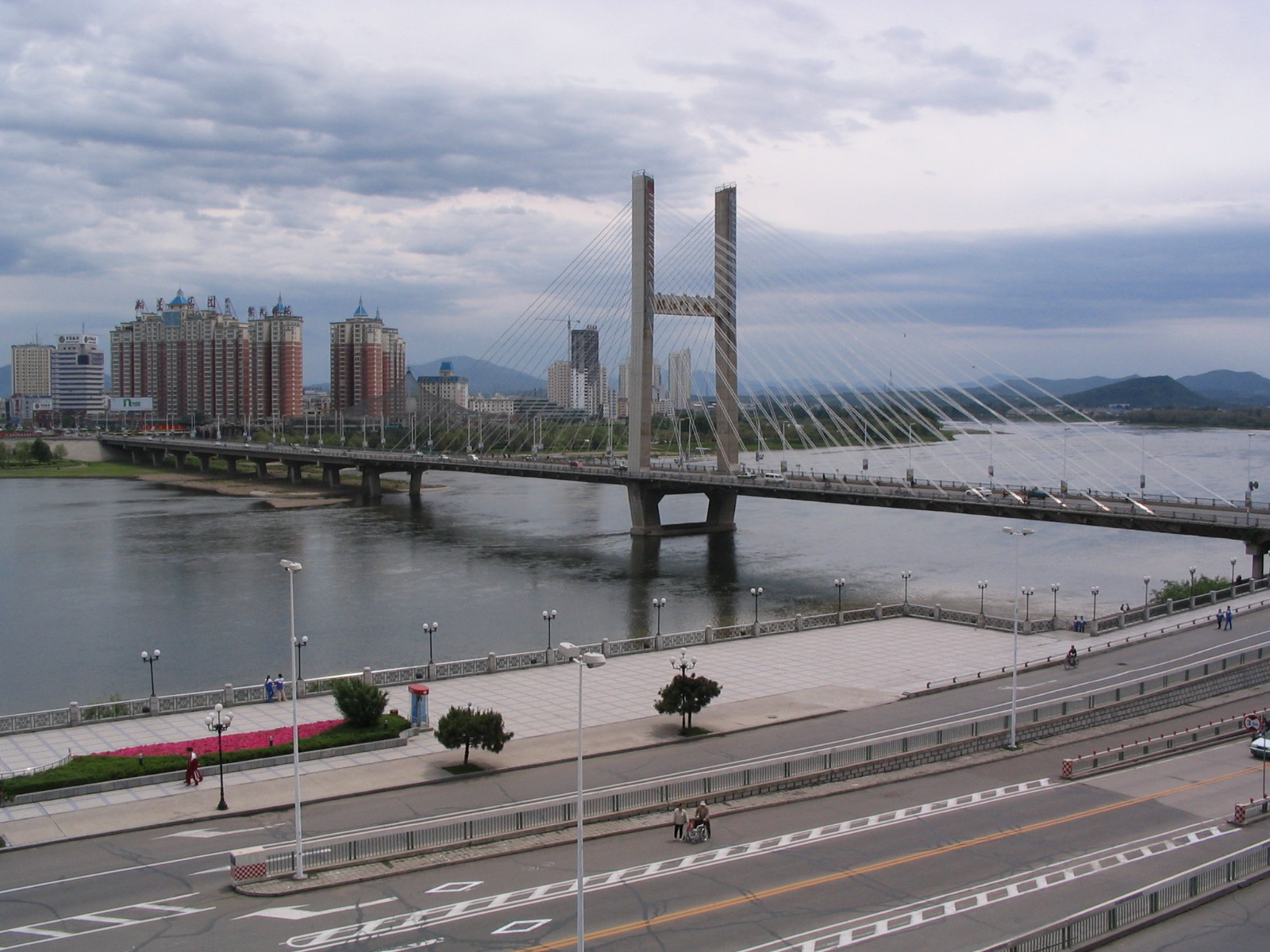
La Songhua à Jilin.
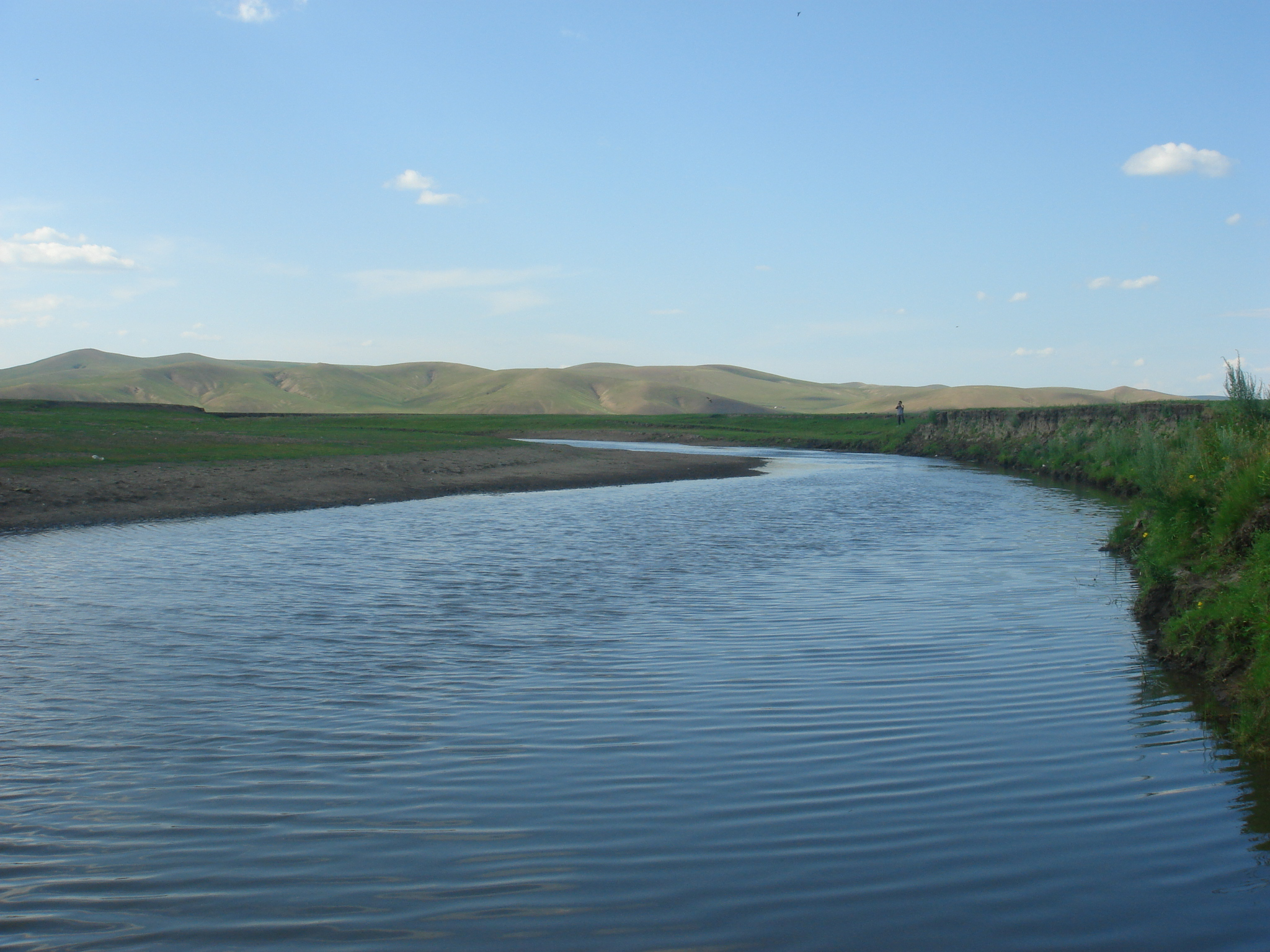
La rivière Argoun

## Mer du Japon
- Suifen (绥芬河) : longueur 242 km, bassin versant 16 830 km2 , débit moyen 81,3 m3/s. Le cours aval se situe en Russie.

- Tumen (图们江) : longueur 521 km, bassin versant 33 800 km2. Délimite la frontière entre la Chine, la Corée du Nord et la Russie.
  - Hunchun (珲春河)

## Golfe de Bohai
- Anzi (鞍子河)
- Fuzhou (复州河)
- Daliao (大辽河)

### Bassin versant duLiao

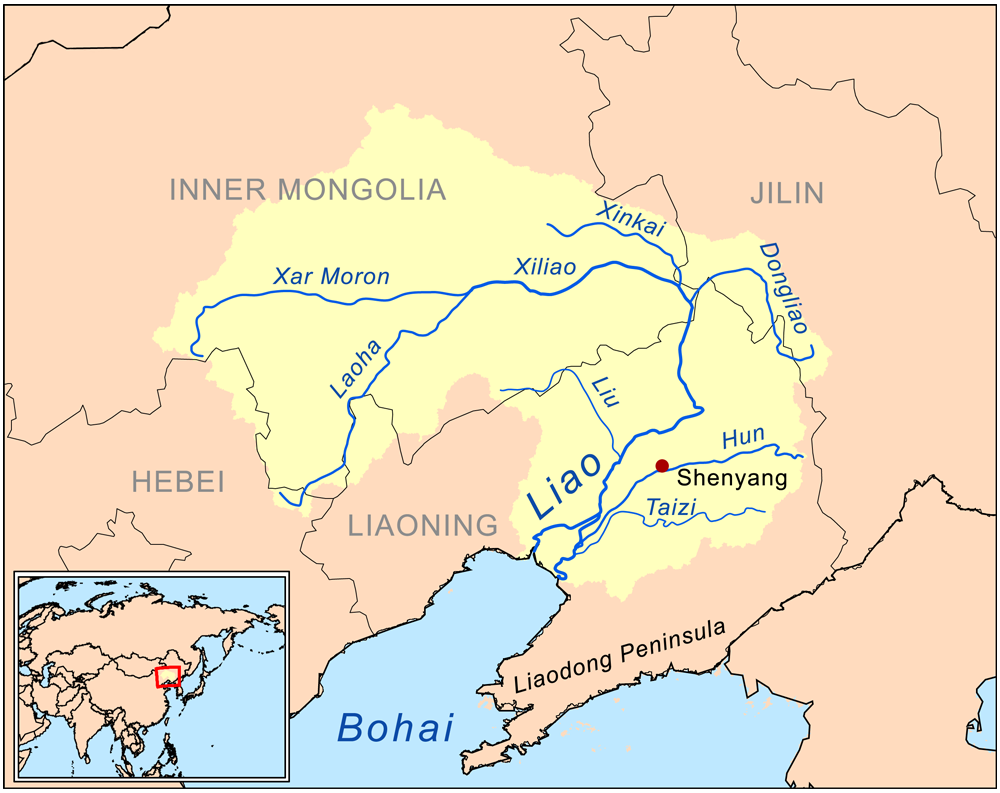
Bassin versant du fleuve Liao.

- Liao (辽河) : longueur 1345 km, bassin versant 232 000 km2 , débit moyen 500 m3/s
  - Taizi (太子河) : longueur 464 km
  - Hun (浑河) : longueur 415 km, bassin versant 11 481 km2
  - Liu (柳河)
  - Dongliao(东辽河)
  - Xiliao (西辽河) : longueur 829 km, bassin versant 147 000 km2
    - Shira Mören (西拉木伦河) : longueur 380 km, bassin versant 30 000 km2

### Autres fleuves côtiers
- Daling (大凌河) : longueur 435 km, bassin versant 23 837 km2
- Yantai (烟台河)
- Liugu (六股河)
- Shi (石河)
- Gou (狗河)
- Dashi (大石河)
- Jiujiang (九江河)
- Dai (戴河)
- Yang River (洋河)
- Luan (滦河): longueur 600 km

### Bassin versant duHai He
- Hai He (海河) : longueur 1 329 km, bassin versant 318 200 km2 , débit moyen 717 m3/s
  - Chaobai(潮白河) : longueur 458 km
    - Chao
    - Bai

  - Wei (潍河) : longueur 283 km
  - Zhang (漳河)
  - Yongding (永定河) : longueur 650 km, bassin versant 47 016 km2.
    - Sanggan (桑干河)
    - Yang He (洋河)

  - Daqing (大清河)
    - Juma (拒马河) : longueur 254 km

  - Wei (卫河)
- Tuhai

Le fleuve Hai et ses affluents
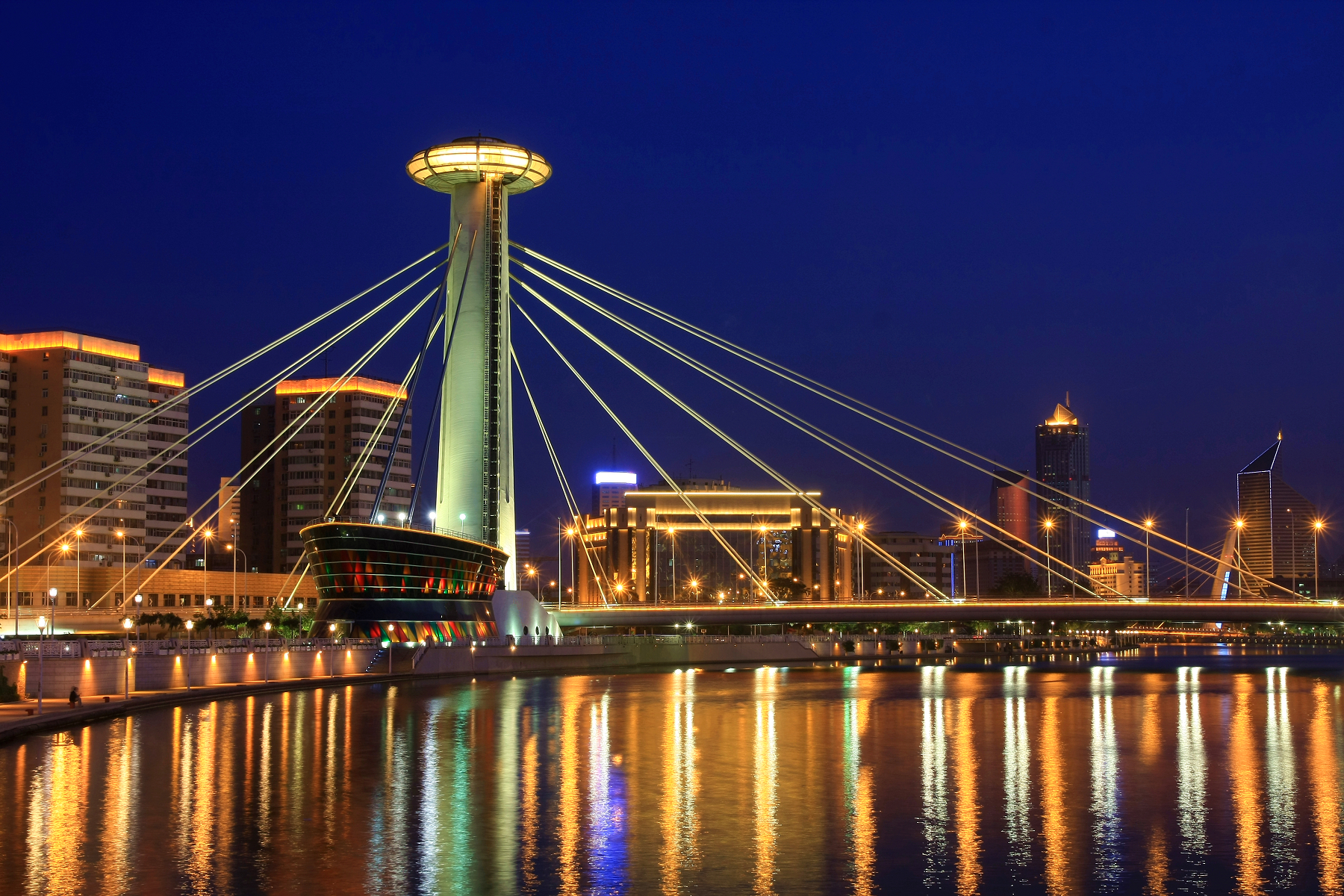
Pont sur le Hai He à Tanjin
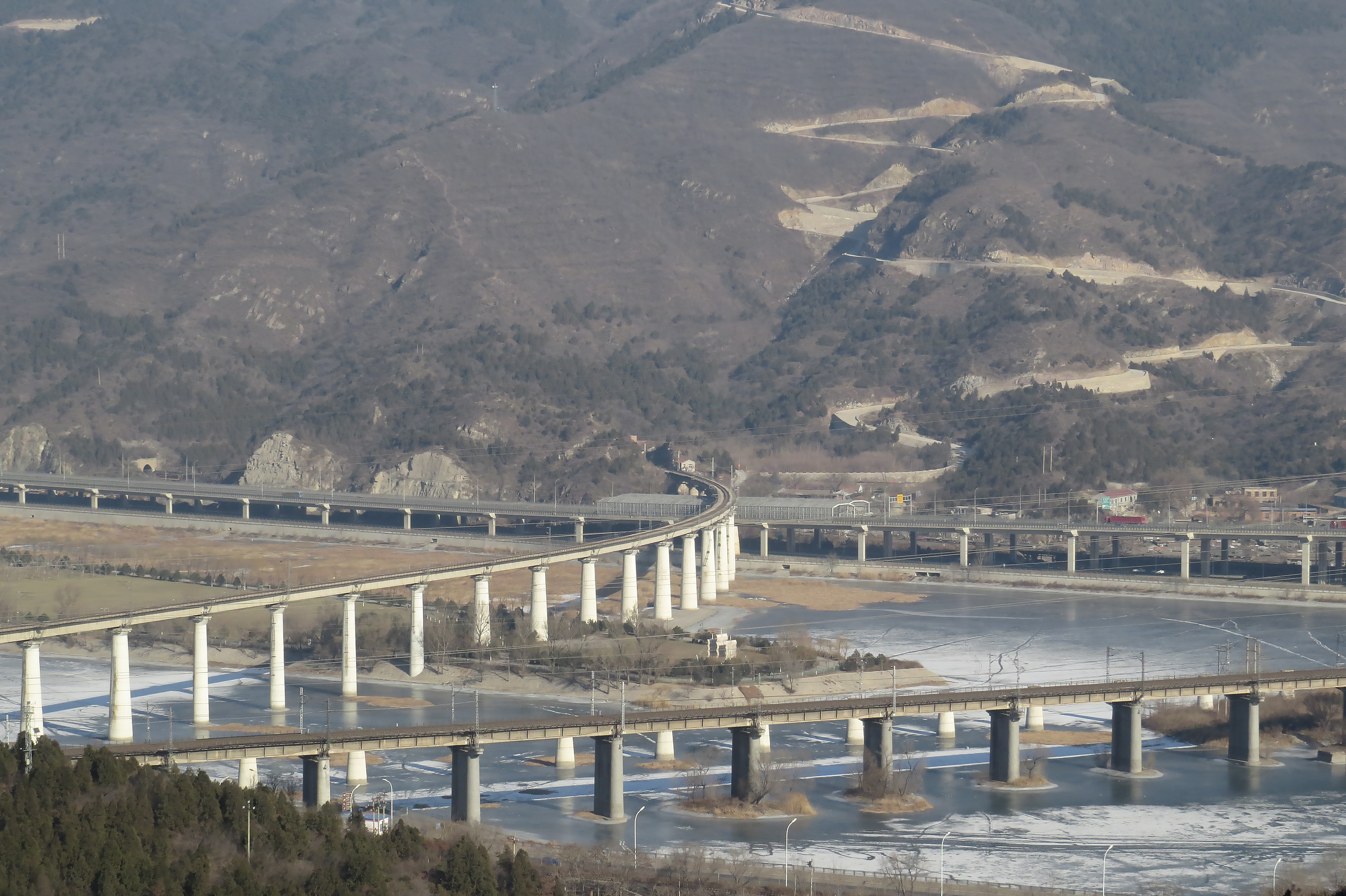
La rivière Yongding affluent du Hai He
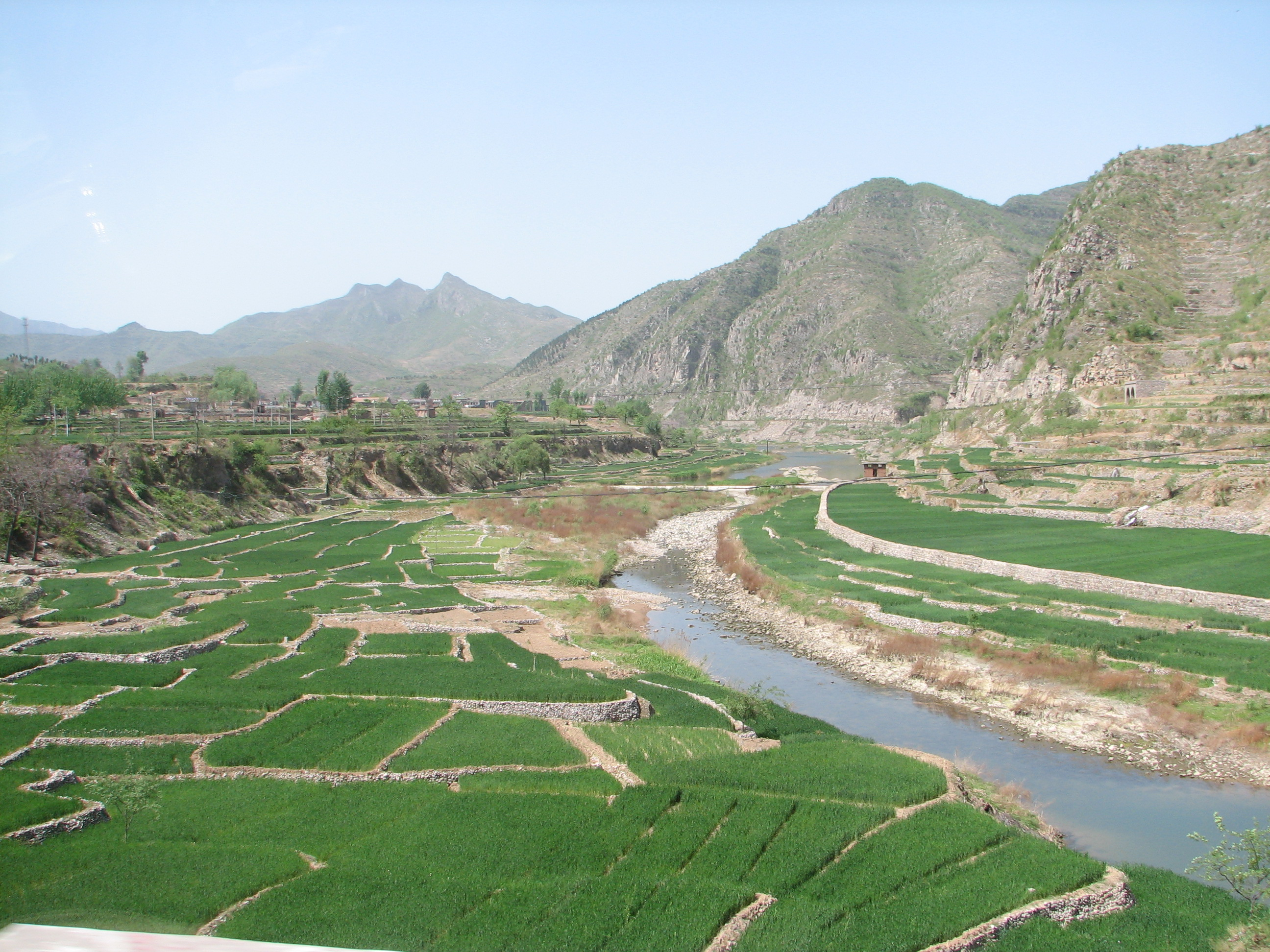
La rivière Zhang affluent du Hai He

### Bassin versant du  fleuve Jaune

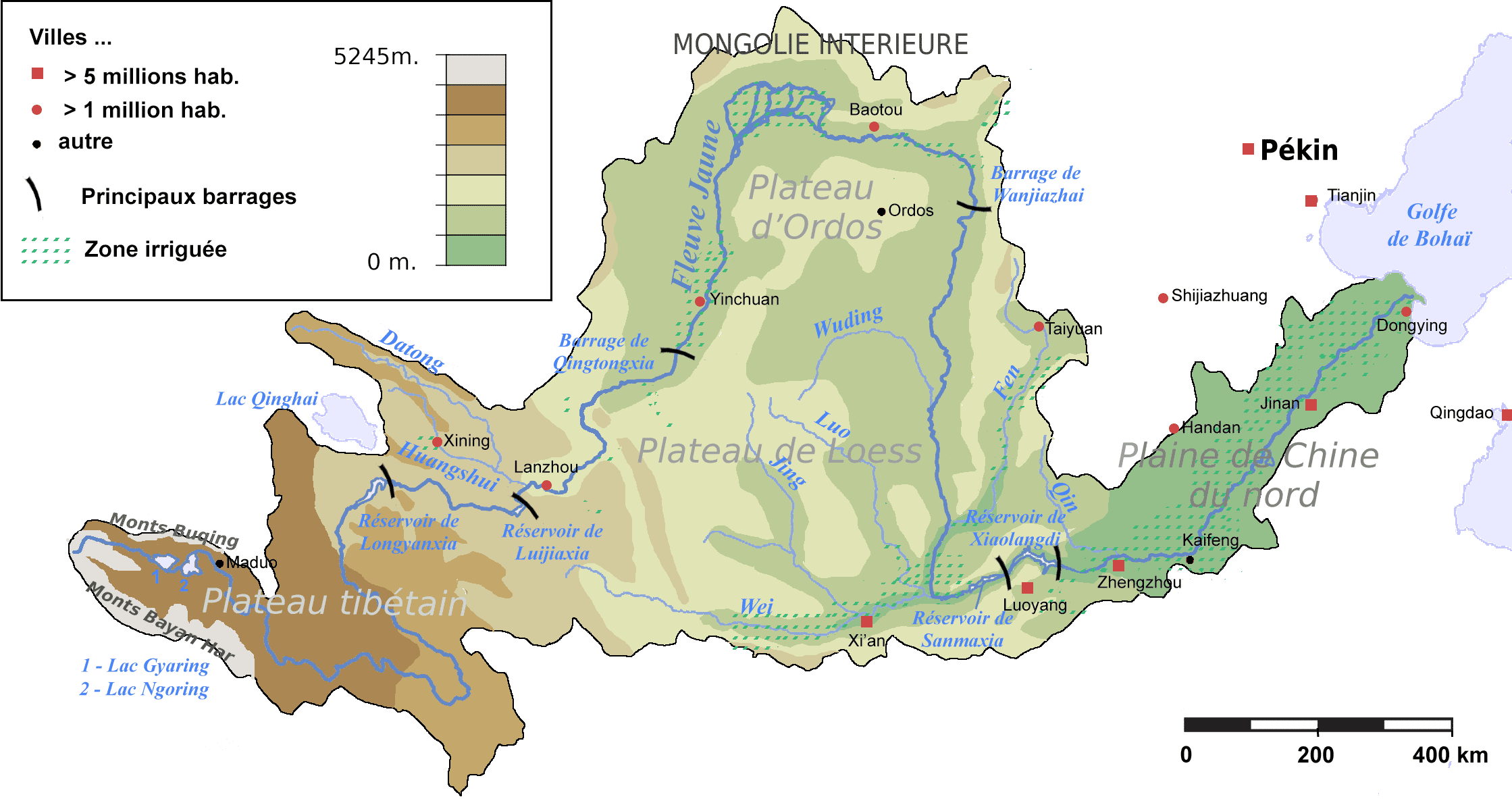
bassin versant du fleuve Jaune.

- Fleuve Jaune (Huang He) (黃河) : longueur 5464 km, bassin versant 752 443 km2 , débit moyen 2 571 m3/s
  - Rivière Luo (洛河(南)) : longueur 420 km, bassin versant 19 200 km2
  - Yi(伊河) : longueur 368 km, bassin versant 6 100 km2
  - Qin (沁河)
  - Wei He (渭河) : longueur 818 km, bassin versant 135 000 km2
    - Jing (泾河) : longueur 455 km, bassin versant 45 000 km2
    - Luo (rivière, Shaanxi) (洛河(北)) : longueur 685 km

  - Fen (汾河) : longueur 694 km, bassin versant 39 417 km2
  - Yan (延河)
  - Wuding (无定河/無定河) : longueur 160 km, bassin versant 30 000 km2 , débit moyen 49 m3/s
  - Kuye (窟野河)
  - Dahei (大黑河)
  - Qingshuih (清水河)
  - Zuli (祖厉河/祖厲河)
  - Tao (洮河)
  - Daxia (大夏河)
  - Star (湟水)
  - Rivière blanche (白河)

Le Fleuve jaune et ses affluents
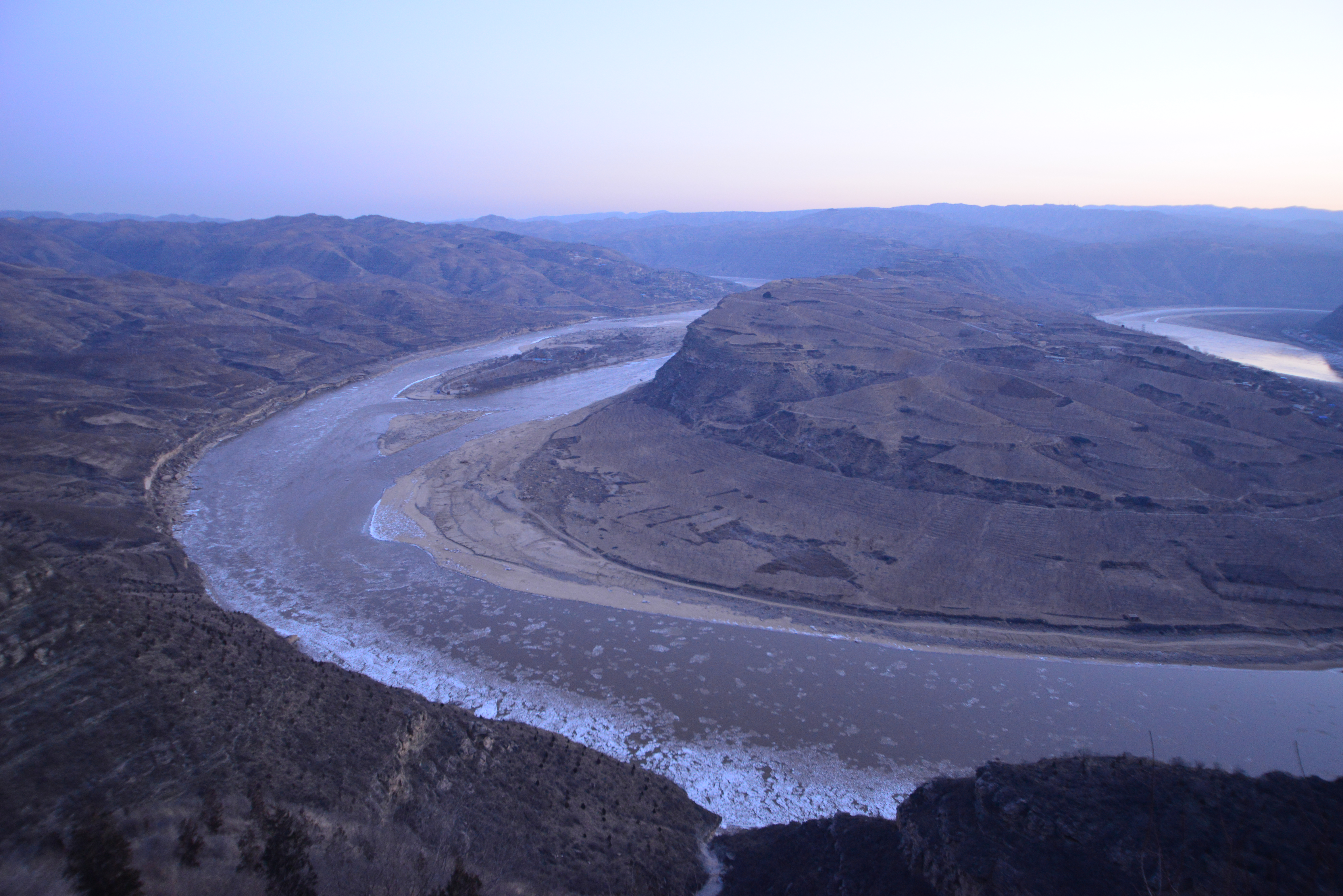
Le fleuve Jaune : coude de Quiankun dans le Shanxi
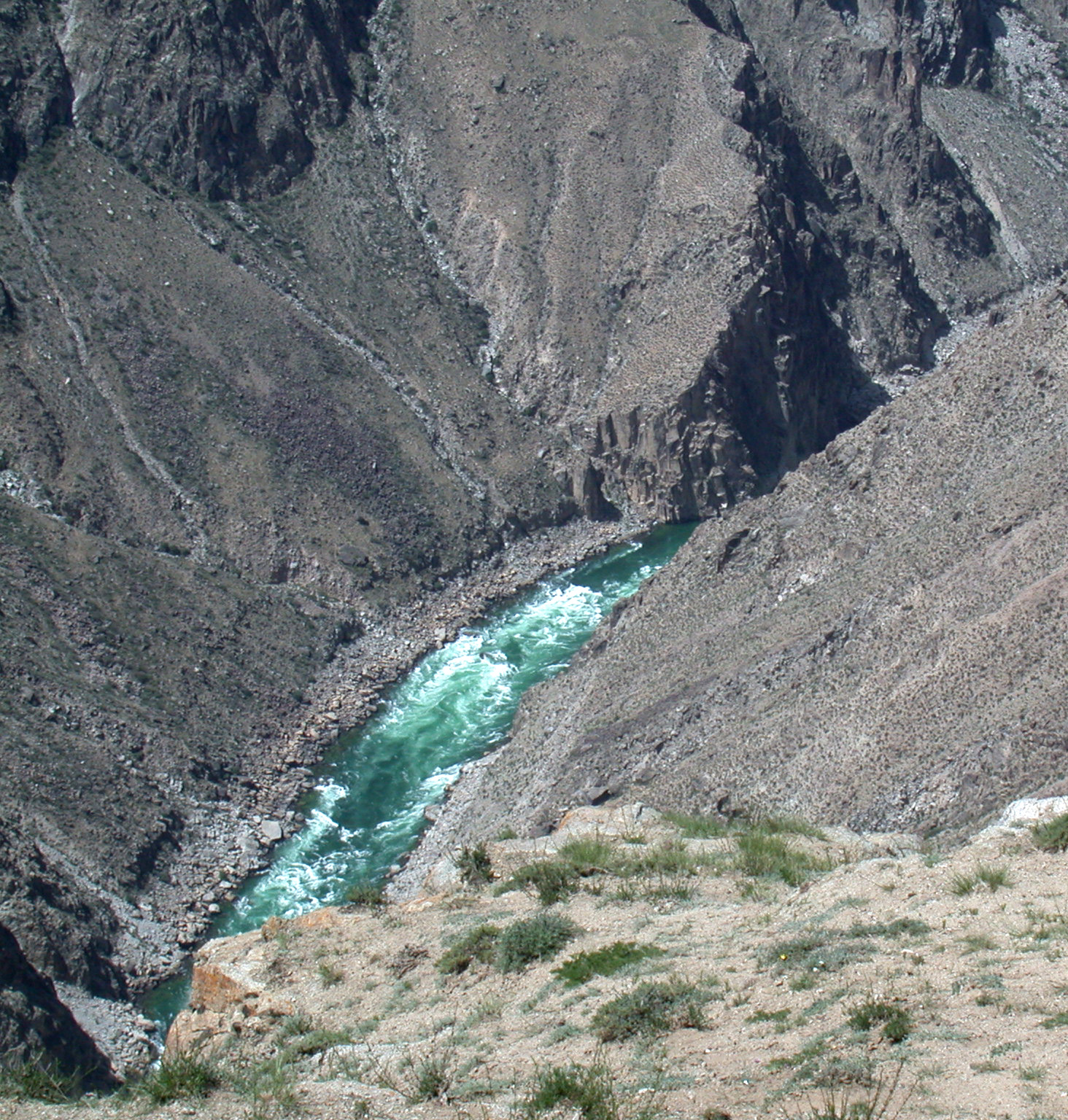
Gorges du fleuve Jaune
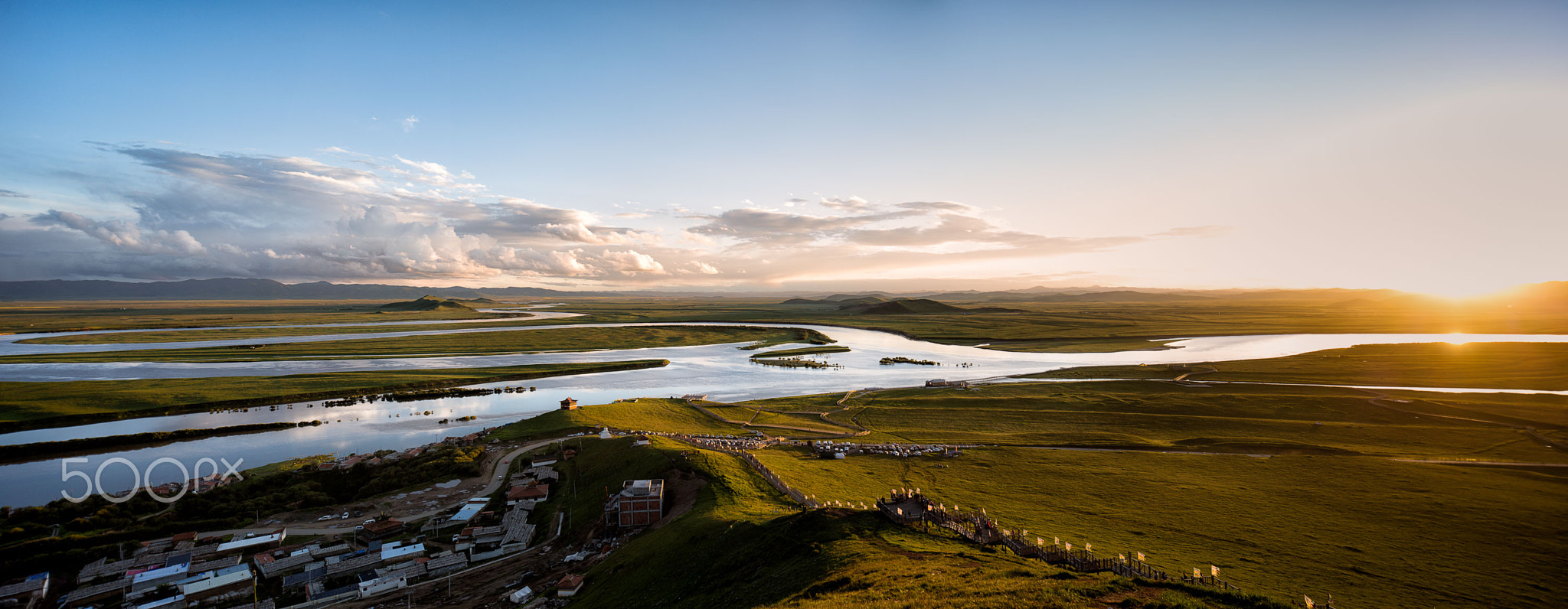
Cours supérieur du fleuve Jaune
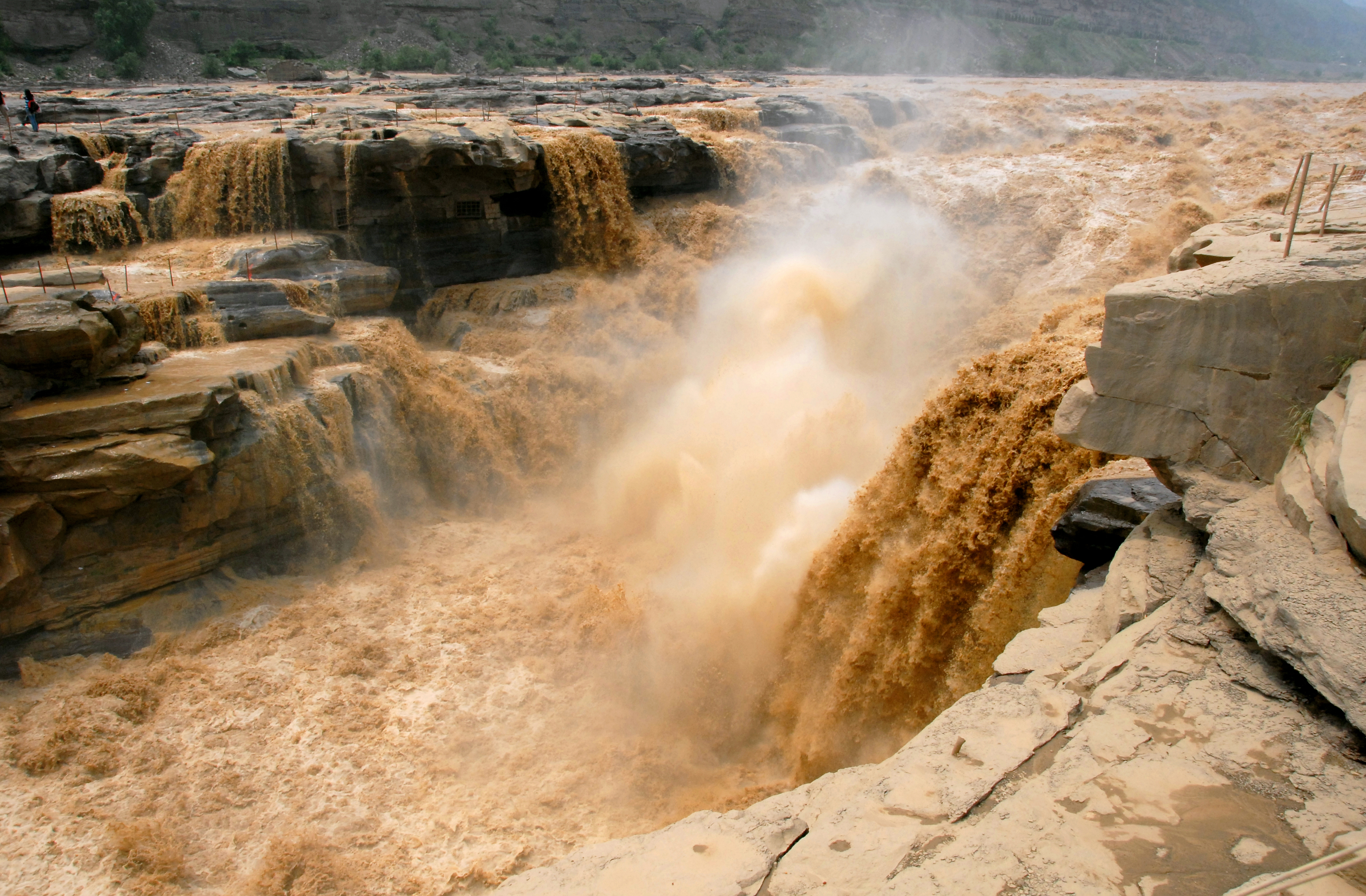
Chutes de Hukou
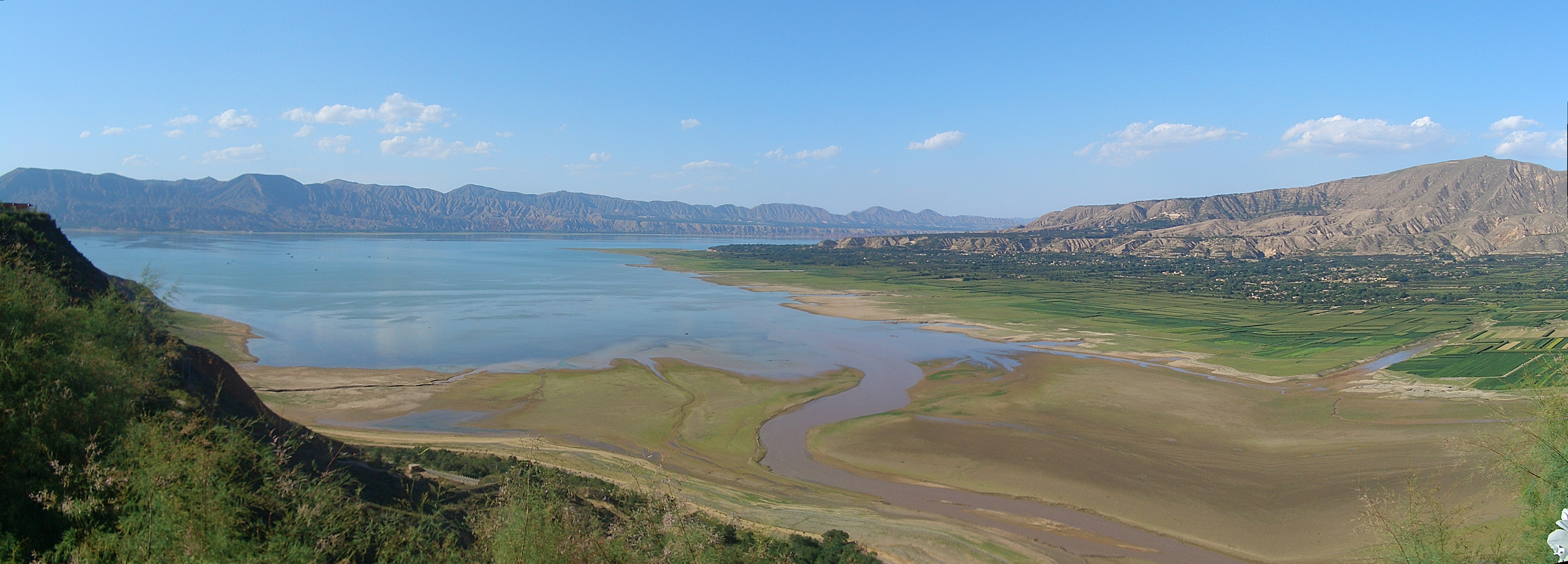
La rivière Daxia à son confluent avec le lac de barrage de Liujiaxia dans la province du Gansu

### Bassin versant du  Xiaoqing
- Xiaoqing (小清河 ou 济河) : longueur 216 km, bassin versant 10 336 km2
  - Zihe (淄河)
  - (Xin)Tahe
    - Yanghe (阳河)

  - Zhangseng
    - Mihe

## Mer Jaune

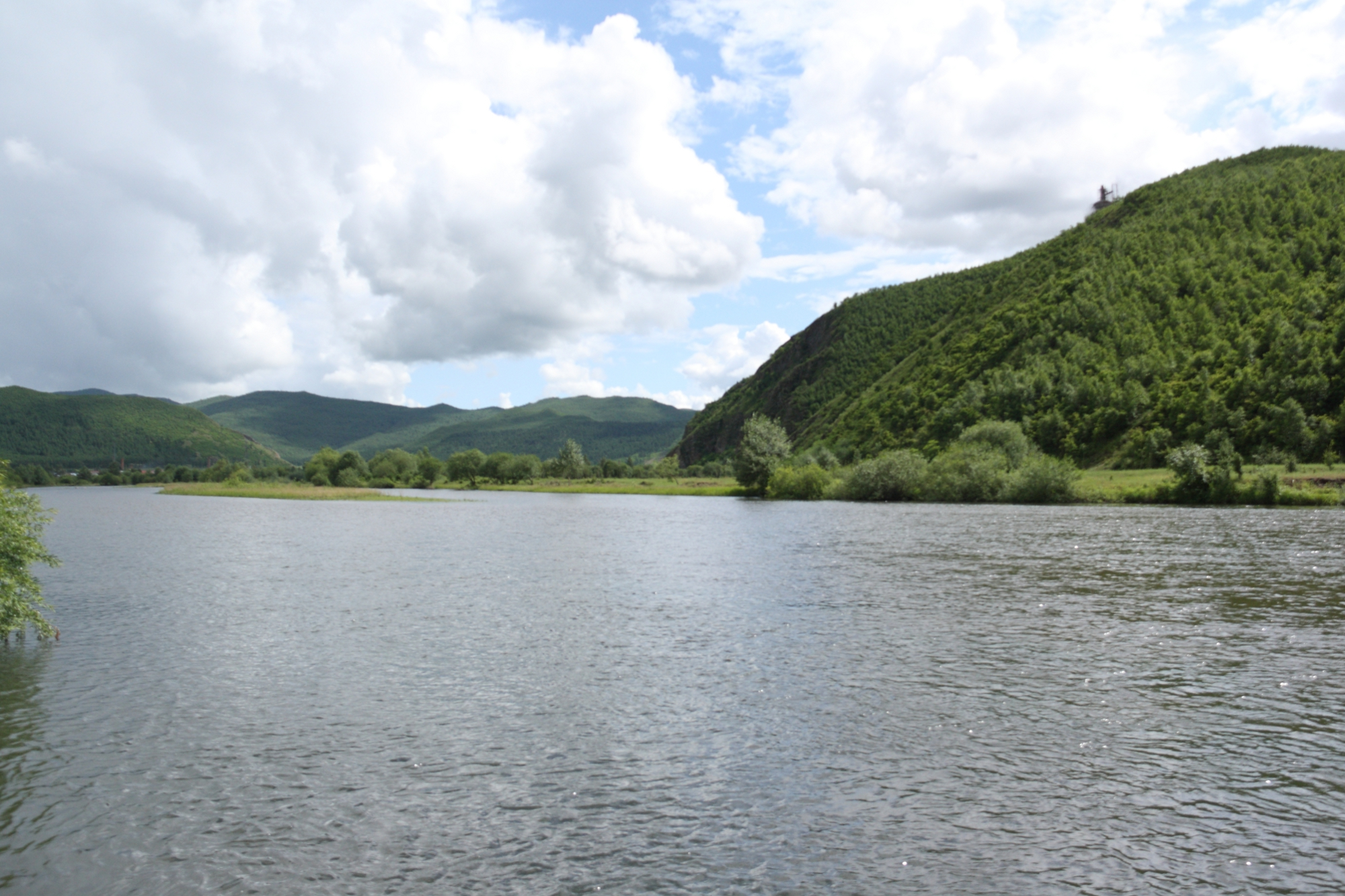
Yalu dans la chaîne du Grand Khingan.

- Yalu (鸭绿江) - golfe de Corée : longueur 800 km, bassin versant 30 000 km2. Sert de frontière entre la Chine et la Corée du Nord
- Dayang (大洋河) - golfe de Corée
- Huli (湖里河) - golfe de Corée
- Yingna (英那河) - golfe de Corée
- Zhuang (庄河) - golfe de Corée
- Xiaosi (小寺河) - golfe de Corée
- Jiao (胶河)
- Yishui (沂河)
  - Shu (沭河)
  - Si (泗河)

### Bassin versant du   Huai
- Canal du Subei : longueur 168 km
  - Lac Hongze(洪泽湖)
    - Huai He (淮河) : longueur 1 078 km, bassin versant 174 000 km2 , débit moyen 1 110 m3/s

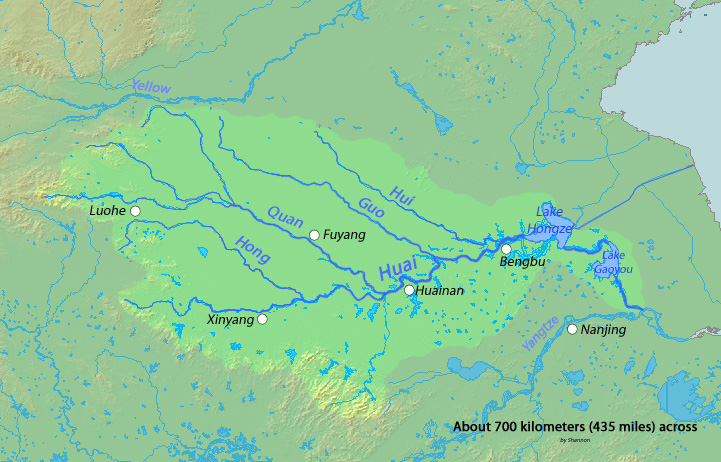
Bassin versant du fleuve Huai

      - Hui (浍河) : longueur 211 km, bassin versant 4 850 km2
      - Guo (涡河) : longueur 421 km, bassin versant 15 910 km2
      - Ying (颍河) ou Shaying (沙颖) : longueur 557 km
      - Xiaorun (小润河)
      - Gu (谷河)
      - Shiguan (史灌河): longueur 220 km, bassin versant 6 720 km2 , débit moyen 68,6 m3/s
        - Guan (灌河)
        - Hong (洪河): longueur 326 km

      - Huang (潢河)
      - Lü (闾河)
      - Ming (明河)
      - You (游河)
      - Yue, Shaanxi

## Mer de Chine orientale

### Bassin versant du  Yangzi

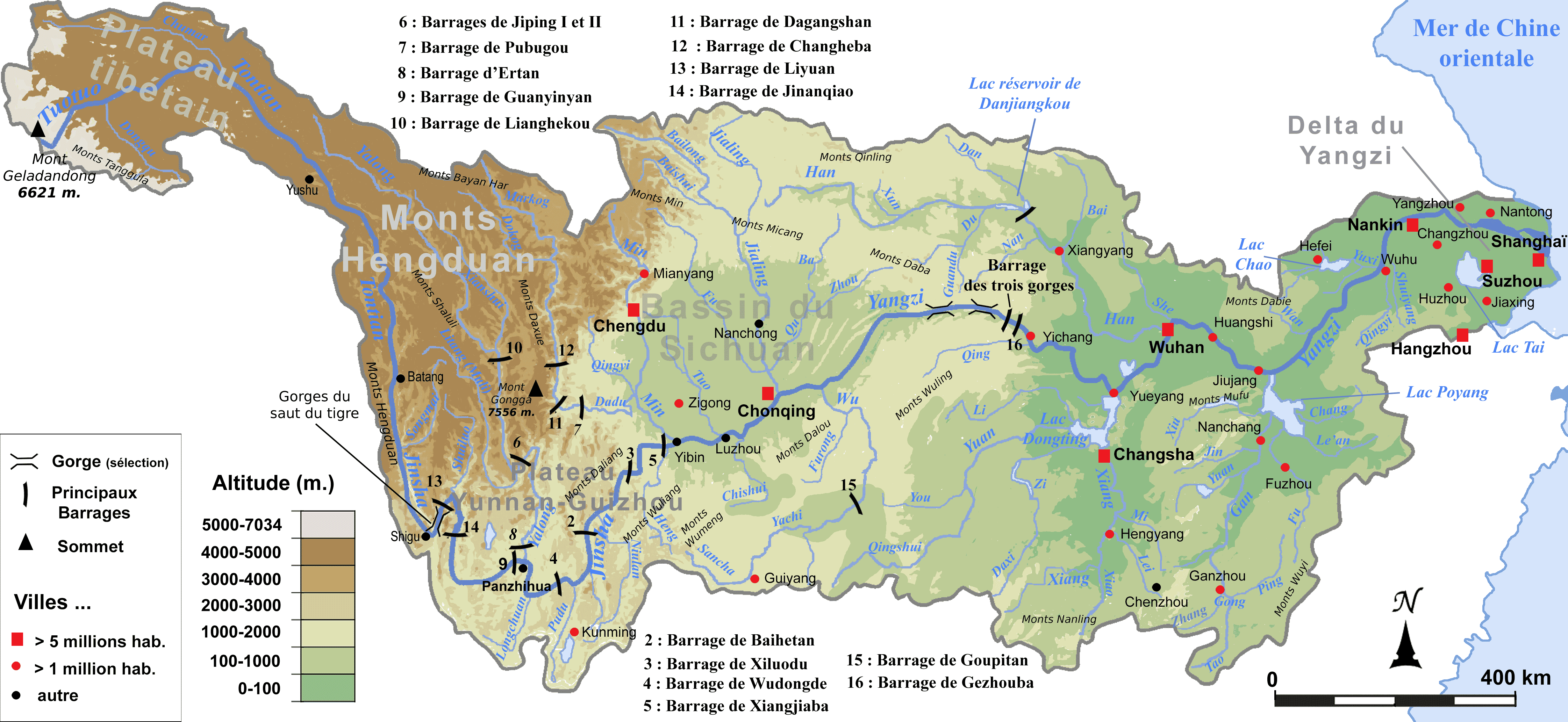
Bassin versant du Yangzi : affluents, principales villes et barrages ayant une puissance installée de plus de 2000 MW.

- Yangzi Jiang 金沙江 (fleuve Bleu) : longueur 6 380 km, bassin versant 1 800 000 km2 , débit moyen 30 000 m3/s
  - Huangpu (黃浦江) : longueur 11 km, bassin versant 24 000 km2, débit moyen 321 m3/s
    - Suzhou

  - Xitiao (西苕溪) longueur 157 km
    - Daxi

  - Grand Canal (大运河)
  - Qinhuai : longueur 110 km, bassin versant 2 360 km2
    - Lac Gaoyou (高邮湖)
      - Sanhe (三河)
        - Lac Hongze
          - Huai He : longueur 1 110 km, bassin versant 174 000 km2, débit moyen 1 110 m3/s

  - Guxi (姑溪河)
    - Lac Shijiu (石臼湖)

  - Shuiyang :  longueur 254 km, bassin versant 10 305 km2 , débit moyen 180 m3/s
  - Yuxi (裕溪河)
    - Lac Chao
    - Nanfei (南淝河)

  - Qingyi (青弋江) : longueur 291 km, bassin versant 8 178 km2 , débit moyen 174 m3/s
    - Jingshan (荆山河)
    - Daoni  (倒逆河)
    - Zhaxi  (渣溪河)
    - Machuan  (麻川河)
    - Lac Taiping  (太平湖)
      - Sanxikou  (三溪口)
      - Qingxi  (清溪河)
      - Shuxi  (舒溪河)

  - Wan

Le Yangzi Jiang (fleuve bleu)
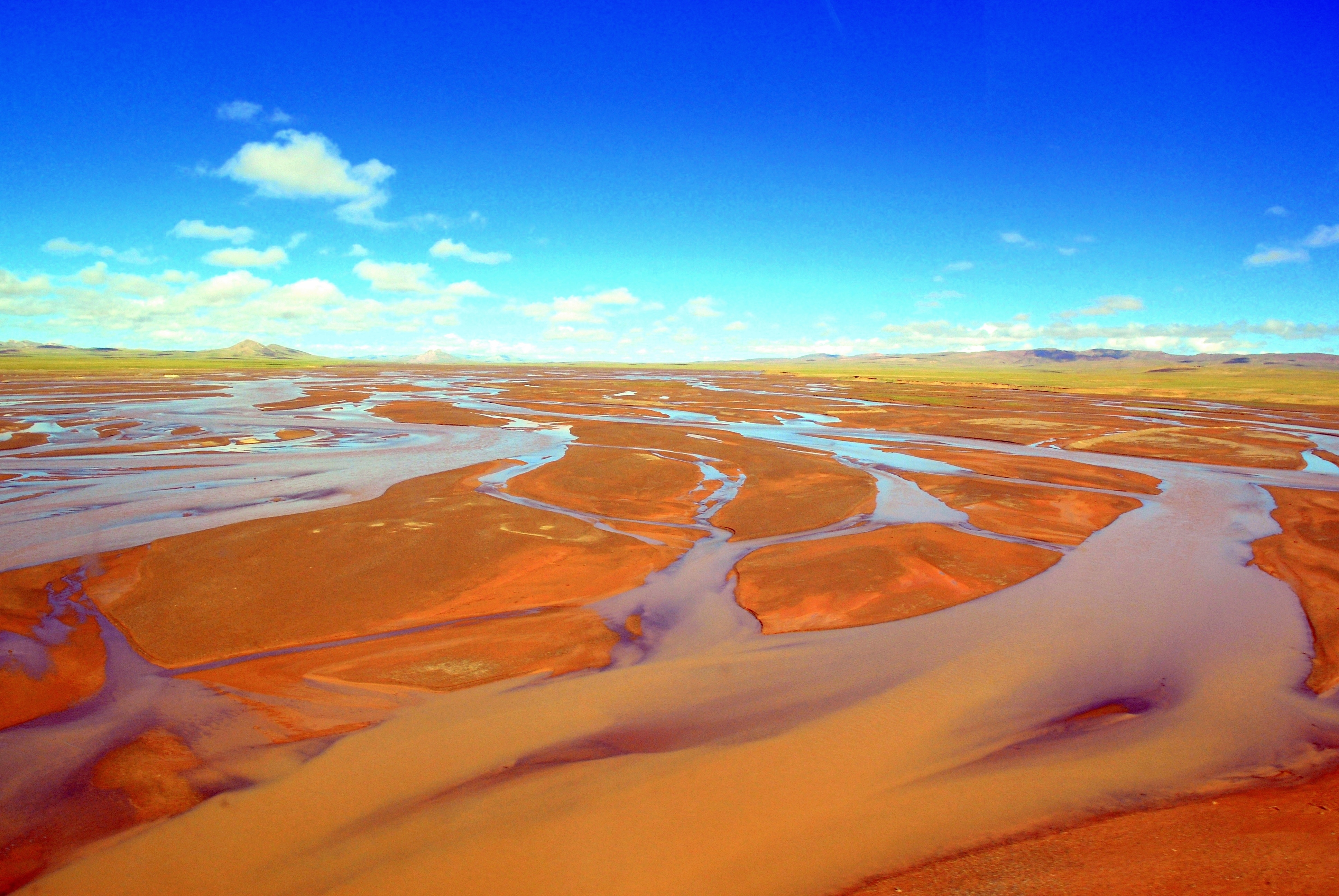
Le cours supérieur du Yangzi au Tibet.
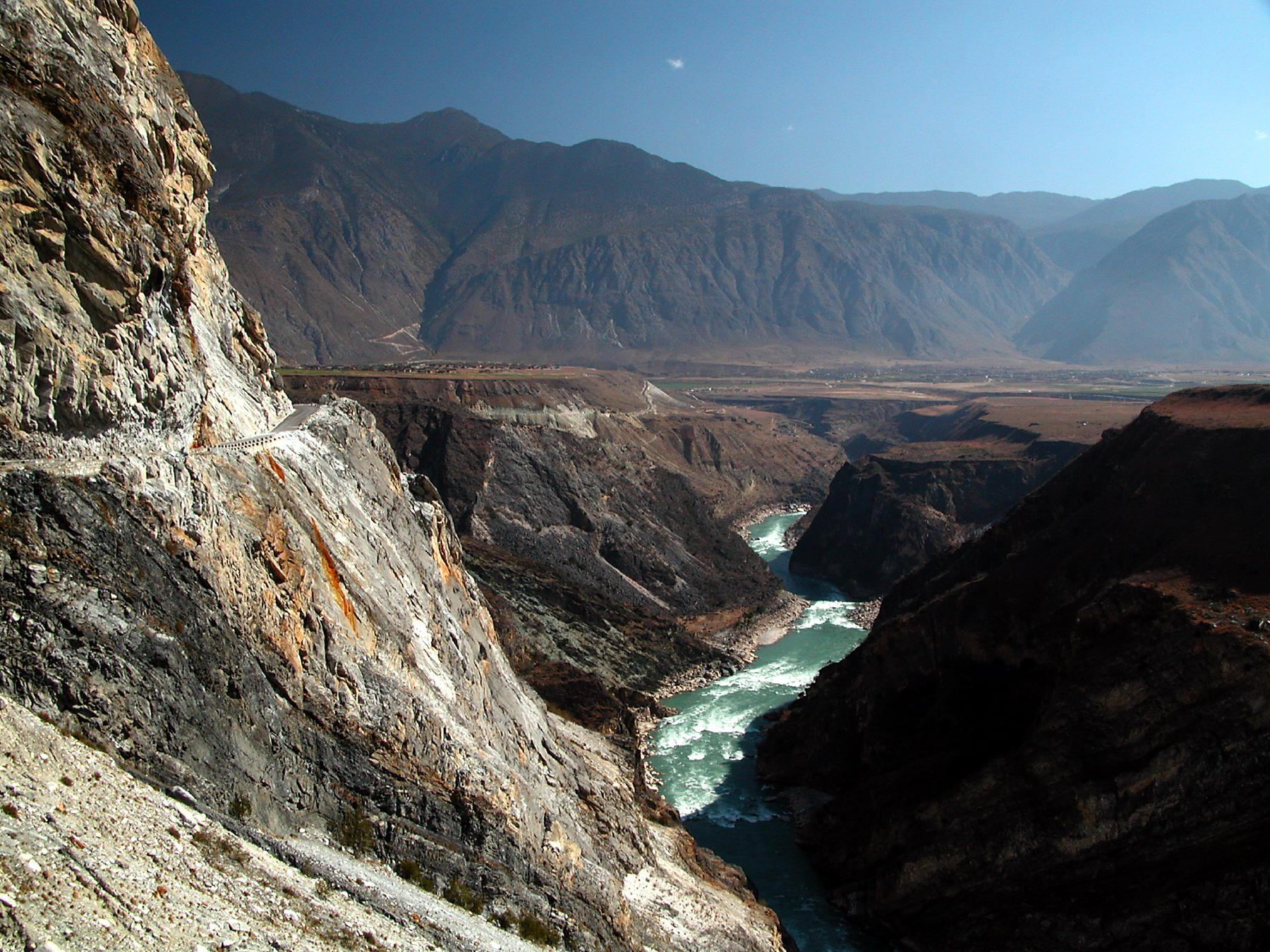
Cours supérieur du Yangzi au débouché des gorges du Tigre bondissant dans le Yunnan.
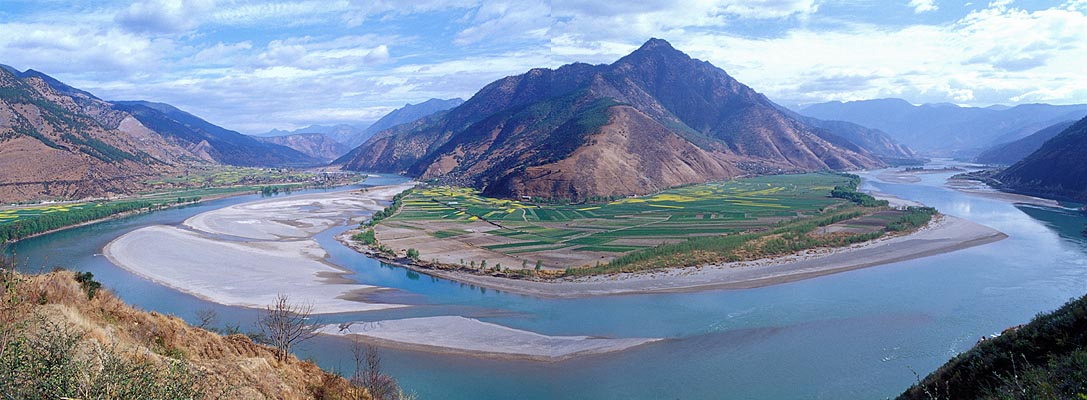
Le premier coude du Yangzi à Shigu dans la province du Yunnan
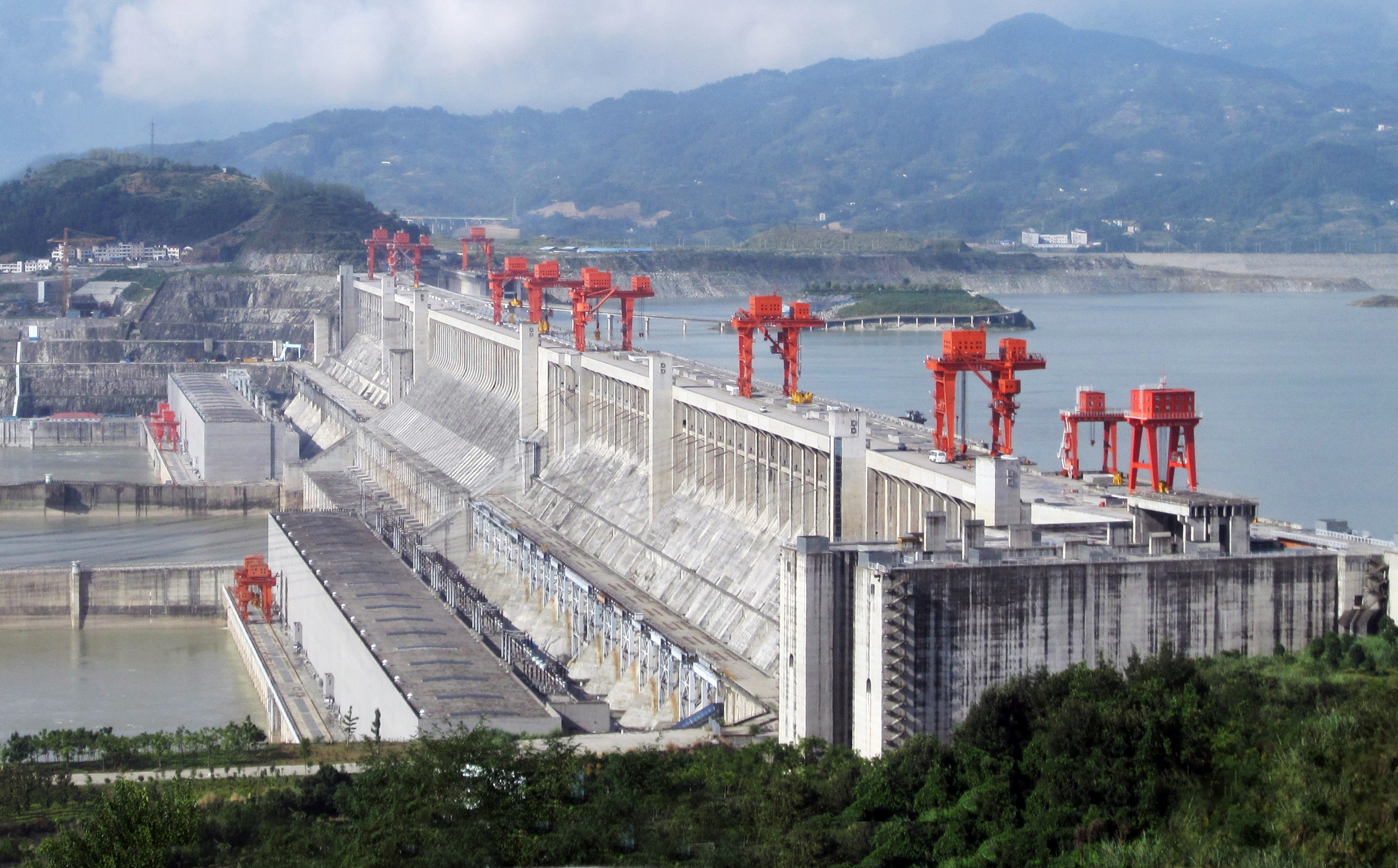
Barrage des trois gorges
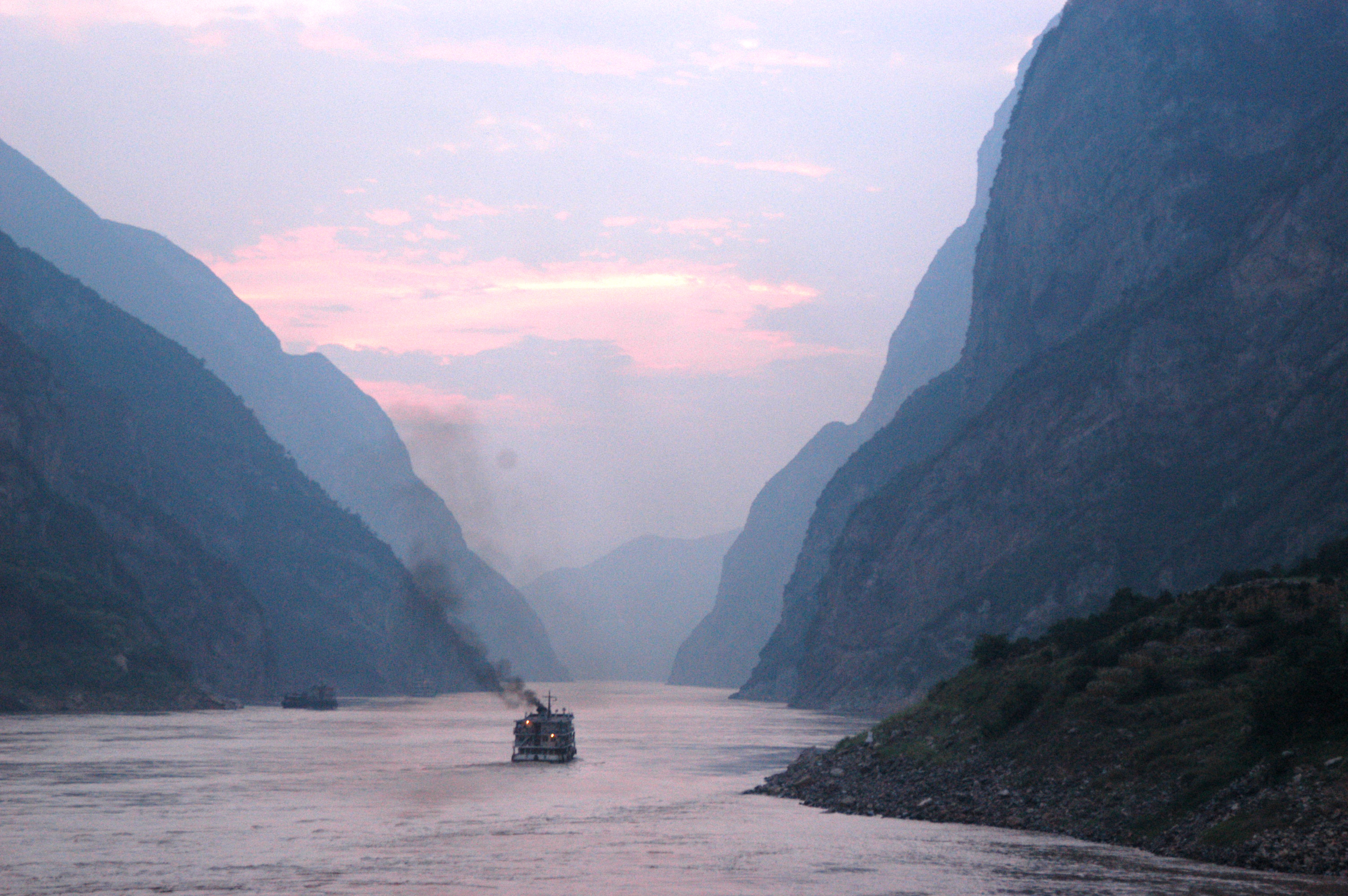
Gorges du Yangzi
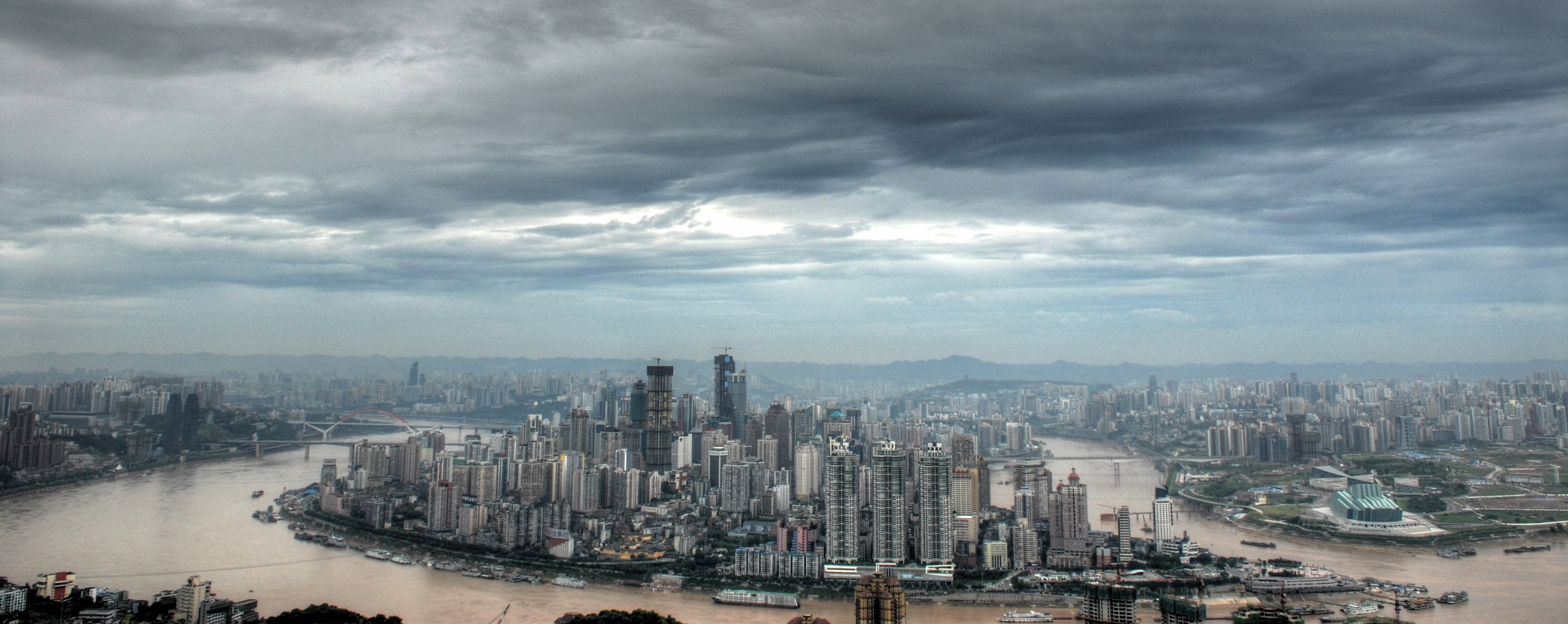
Panorama : le Yangzi à Chongqing

- - Lac Poyang
    - Gan (赣江) : longueur 885 km, bassin versant 81 600 km2, débit moyen 1 667 m3/s
      - Gong (贡水) : longueur 313 km, bassin versant 27 074 km2, débit moyen 700
      - Zhang (章江) : longueur 199 km, bassin versant 7 700 km2, débit moyen 201
      - Jin : longueur 294 km, bassin versant 7 650 km2, débit moyen 222 m3/s
      - Heshui  : longueur 241 km, bassin versant 9 075 km2, débit moyen 240 m3/s
      - Yuan shui  : longueur 273 km, bassin versant 6 137 km2, débit moyen 187 m3/s

    - Po  : longueur 349km, bassin versant 15 428 km2, débit moyen 489 m3/s
    - Fu (抚河)  : longueur 352 km, bassin versant 16 800 km2, débit moyen 483 m3/s
    - Le'an  : longueur 279 km, bassin versant 8 456 km2, débit moyen 489 m3/s
    - Chang  : longueur 250 km, bassin versant 6 220 km2, débit moyen 181 m3/s
    - Xiu  : longueur 357 km, bassin versant 14 793 km2, débit moyen 390 m3/s

  - She (灄水)
  - Han  (汉江 or 汉水) : longueur 1 532 km, bassin versant 174 300 km2, débit moyen 2 156 m3/s
    - Chi (池水)
    - Muma (牧马河)
    - Du : longueur 330 km, bassin versant 12 430 km2, débit moyen 171 m3/s
    - Dan : longueur 379 km, bassin versant 15 994 km2, débit moyen 196 m3/s
    - Nan
    - Xun
    - Bai

  - Fushui (富水) : longueur 196 km, bassin versant 5 310 km2, débit moyen 153 m3/s
  - Lac Dongting
    - Miluo (汨罗江) : longueur 253 km, bassin versant 5 543 km2

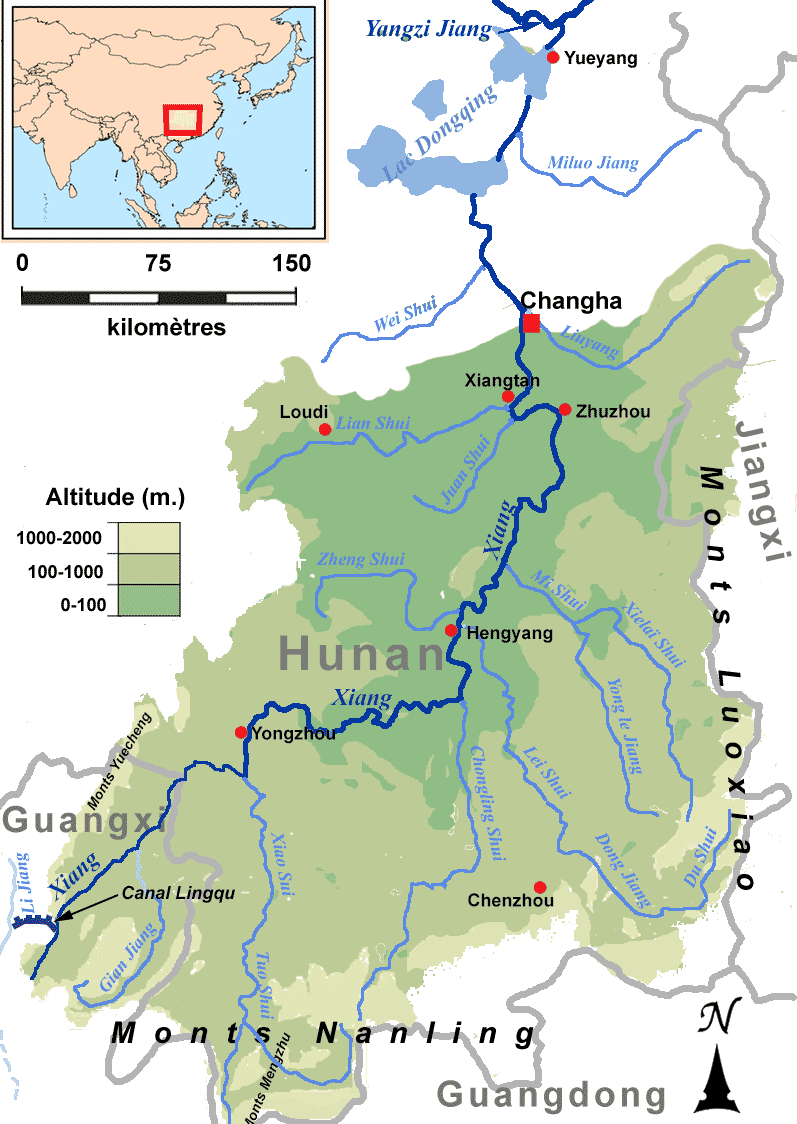
Carte du bassin versant du fleuve Xiang avec ses principaux affluents).

- -     - Xiang (湘江) : longueur 856 km, bassin versant 95 000 km2, débit moyen 2 070 m3/s
      - Xiao (瀟水) : longueur 346 km, bassin versant 12 094 km2, débit moyen 345 m3/s
      - Zheng (氶水)
      - Chonglingshui : longueur 307 km, bassin versant 6 623 km2, débit moyen 153 m3/s
      - Lei (耒水) : longueur 453 km, bassin versant 11 783 km2, débit moyen 301 m3/s
      - Mi (洣水) : longueur 296 km, bassin versant 10 305 km2, débit moyen 267 m3/s

    - Zi   (资江)  : longueur 653 km, bassin versant 28 100 km2
    - Yuan  (沅江) : longueur 864 km, bassin versant 89 163 km2, débit moyen 2 158 m3/s
      - You : longueur 477km, bassin versant 18 530 km2, débit moyen 454 m3/s
      - Wushui  : longueur 244 km, bassin versant 4 205 km2, débit moyen 181 m3/s
      - Chenshui  : longueur 289 km, bassin versant 7 536 km2, débit moyen 180 m3/s

    - Lishui (澧水) : longueur 388 km, bassin versant 18 500 km2
      - Loushui (溇水) : longueur 250 km, bassin versant 5 048 km2, débit moyen 179 m3/s

  - Qing (清江) : longueur 423 km, bassin versant 17 000 km2, débit moyen 467 m3/s
  - Huangbai (黄柏河)
  - Shennong (神农溪)
  - Daning(大宁河)
  - Wu (巫水) : longueur 1150 km, bassin versant 80 300 km2, débit moyen 1 650 m3/s
    - Furong : longueur 231 km, bassin versant 7 794 km2, débit moyen 169 m3/s
    - Liuchong : longueur 273 km, bassin versant 10 874 km2, débit moyen 176 m3/s

  - Ruisseau de Modao (磨刀溪)
  - Jialing (嘉陵江) : longueur 1 119 km, bassin versant 160 000 km2, débit moyen 2 130 m3/s
    - Fu (涪江) : longueur 700 km, bassin versant 36 400 km2, débit moyen 572 m3/s
    - Qu (渠江) : longueur 720 km, bassin versant 39 211 km2, débit moyen 663 m3/s
    - Baishui (白水)
    - Bailong (白龙江) : longueur 576 km, bassin versant 31 800 km2

  - Longxi (龙溪河)
  - Huaxi (花溪河)
  - Qi (綦江)
  - Sunxi (笋溪河)
  - Chishui  : longueur 436km   bassin versant 20 440 km² km2 et débit moyen 309 m3/s.
  - Tuo (沱江) : longueur 665 km   bassin versant 27 800 km² km2 et débit moyen 580 m3/s.
  - Min (岷江) : longueur 735 km, bassin versant 134 000 km2, débit moyen 2 850 m3/s
    - Dadu (大渡河) : longueur 1 155 km, bassin versant 92 000 km2, débit moyen 1 570 m3/s
      - Qingyi (青衣江) : longueur 276 km, bassin versant 13 300 km2
      - Nanya

    - Caopo

  - Heng : longueur 305 km, bassin versant 14 780 km2
  - Niulan  : longueur 461 km, bassin versant 13 787 km2
  - Pudu : longueur 364 km, bassin versant 11 657 km2, débit moyen 91,2 m3/s
  - Longshuan
  - Yalong (雅砻江) : longueur 320 km, bassin versant 11 000 km2, débit moyen 234 m3/s
    - Anning : longueur 388 km,   débit moyen 142 m3/s
    - Muli : longueur 388 km,   débit moyen 142 m3/s
    - Xianshui : longueur 680 km, bassin versant 19 368 km2, débit moyen 194 m3/s

  - Lac Dian
  - Shuoduogang (硕多岗河)
  - Shuiluo
  - Songmai
  - Batang : longueur 140 km, bassin versant 3 100 km2, débit moyen 54 m3/s
  - Chumar : longueur 527 km, bassin versant 20 724 km2, débit moyen 18 m3/s
  - Dangqu :   bassin versant 14 083 km2, débit moyen 63 m3/s
  - Tuotuo  longueur 358 km, bassin versant 17 000 km2, débit moyen 32 m3/s

Affluents du Yangzi Jiang (fleuve bleu)
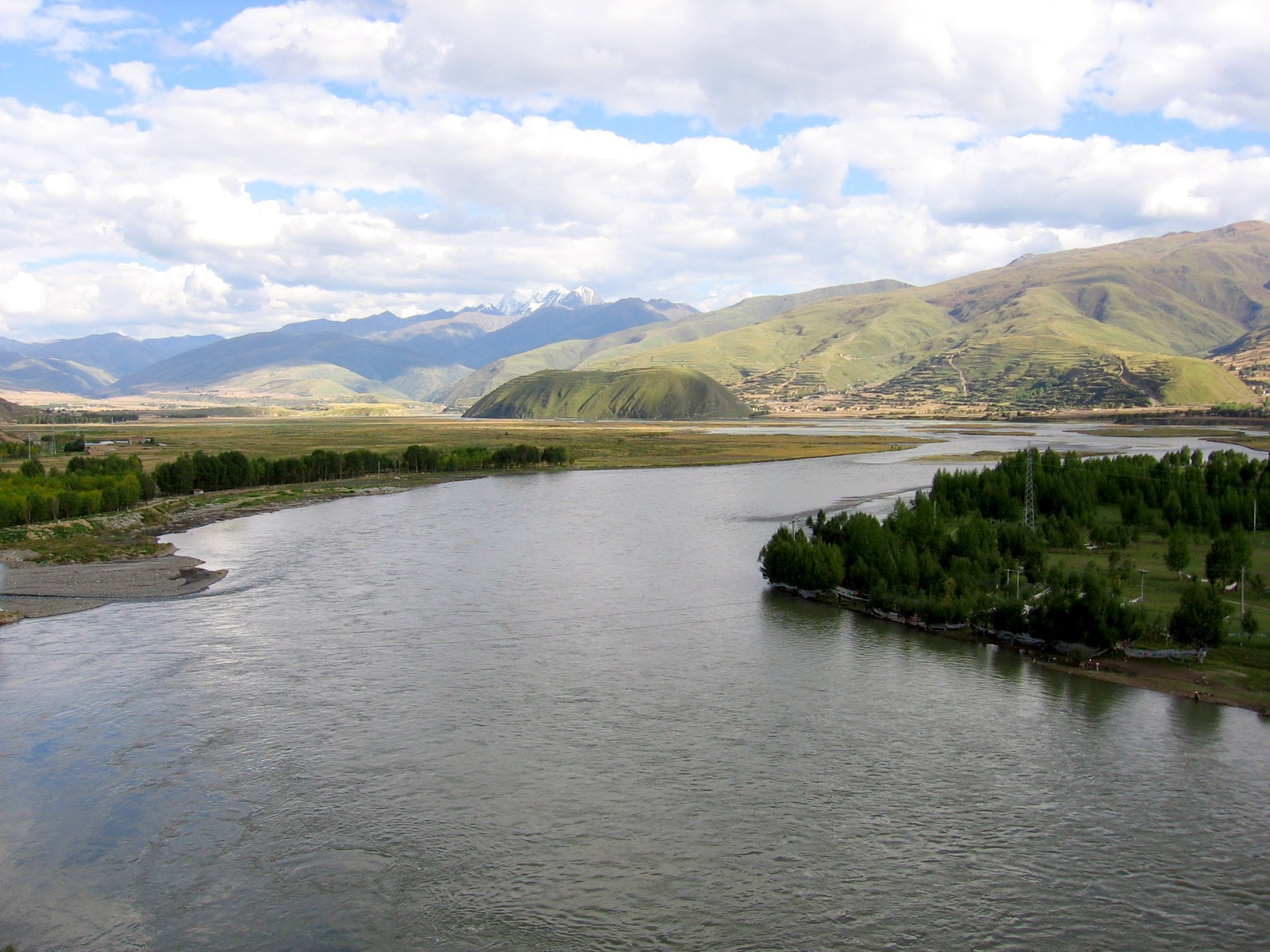
Le Yalong affluent du Yangzi près de Garzê (Sichuan)
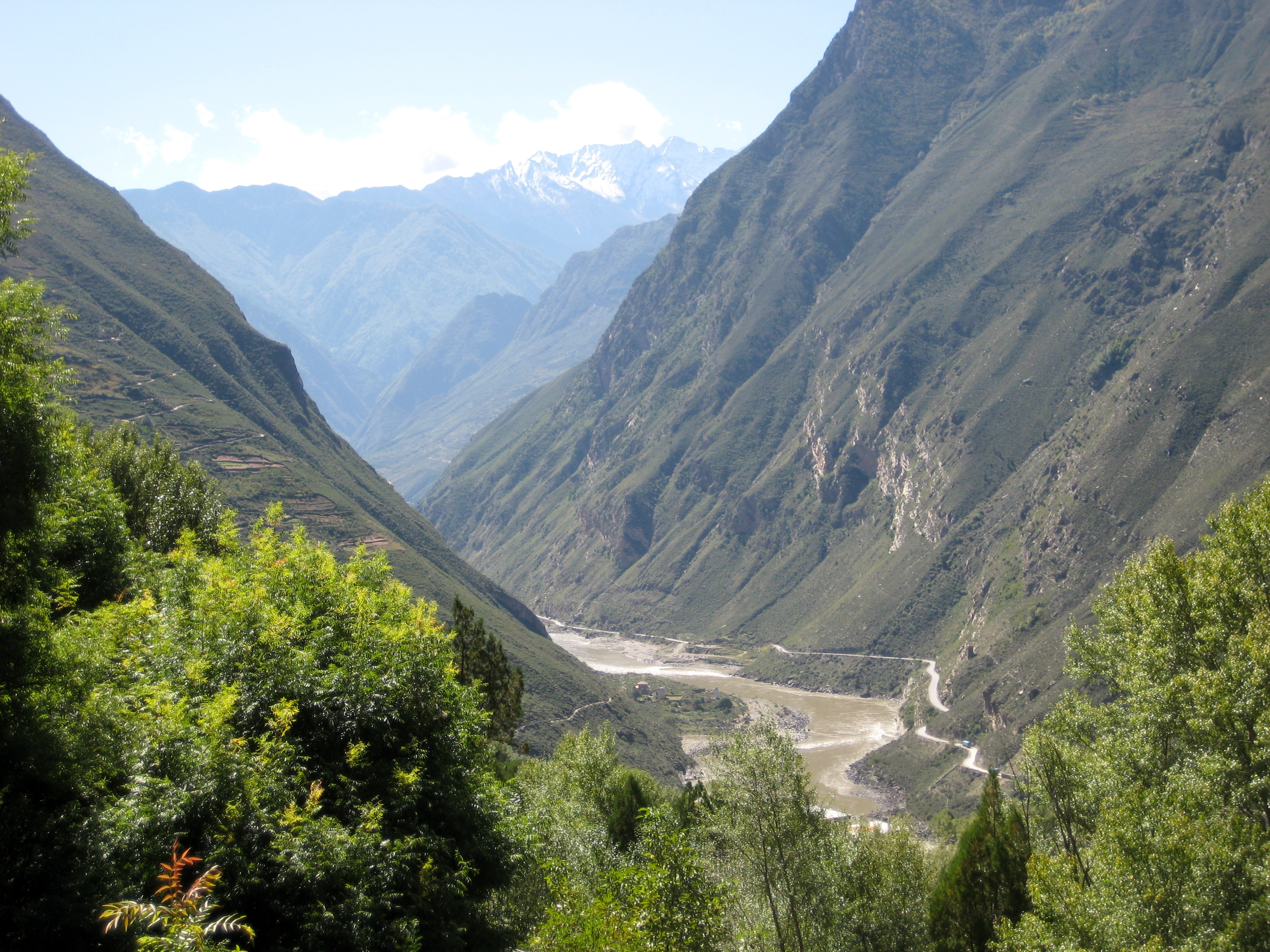
La rivière Dadu dans le xian de Danba. Affluent du fleuve Min, lui-même affluent du Yangzi .
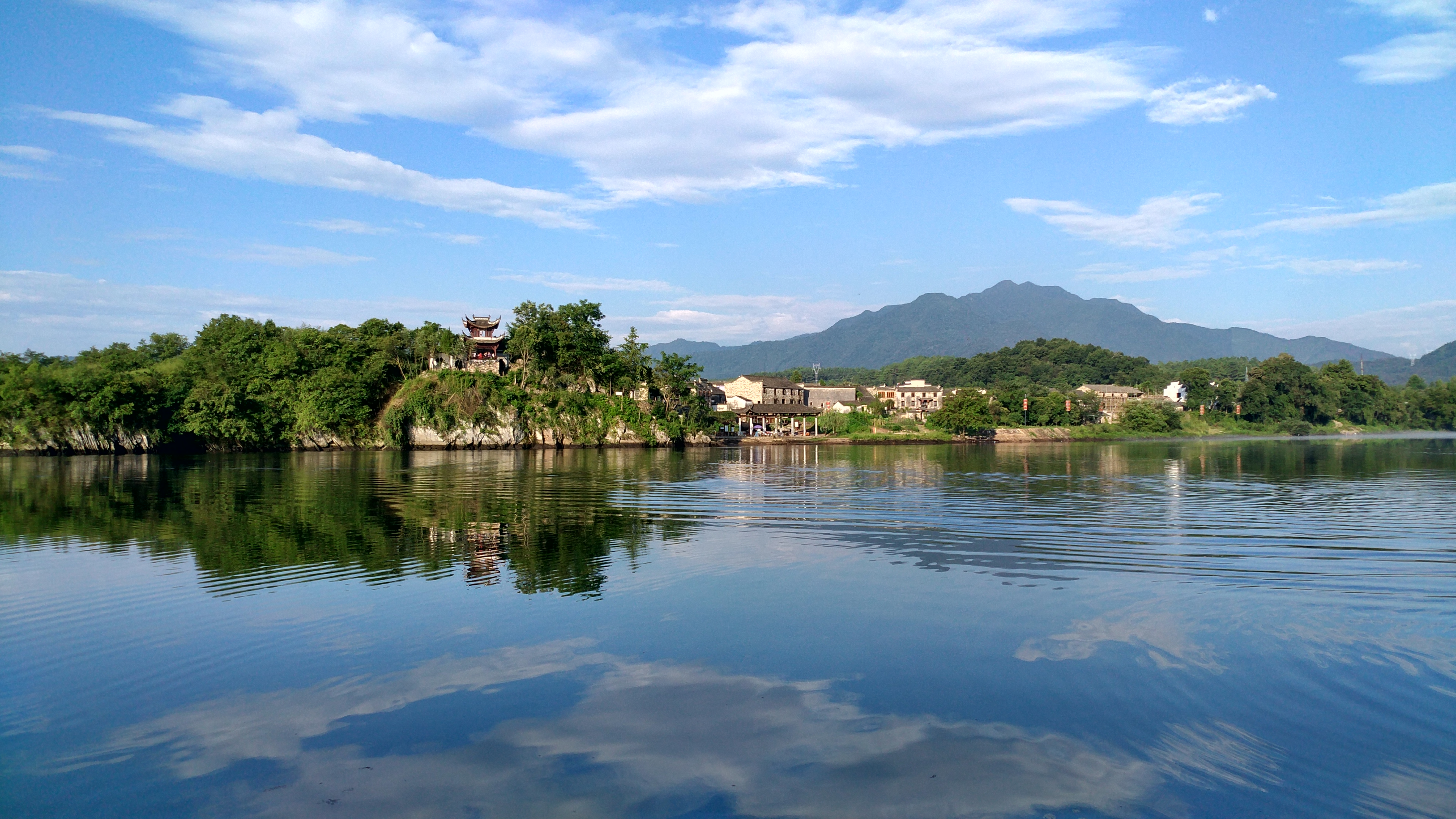
La rivière Qingyi  à Taohuatan dans la province de Anhui
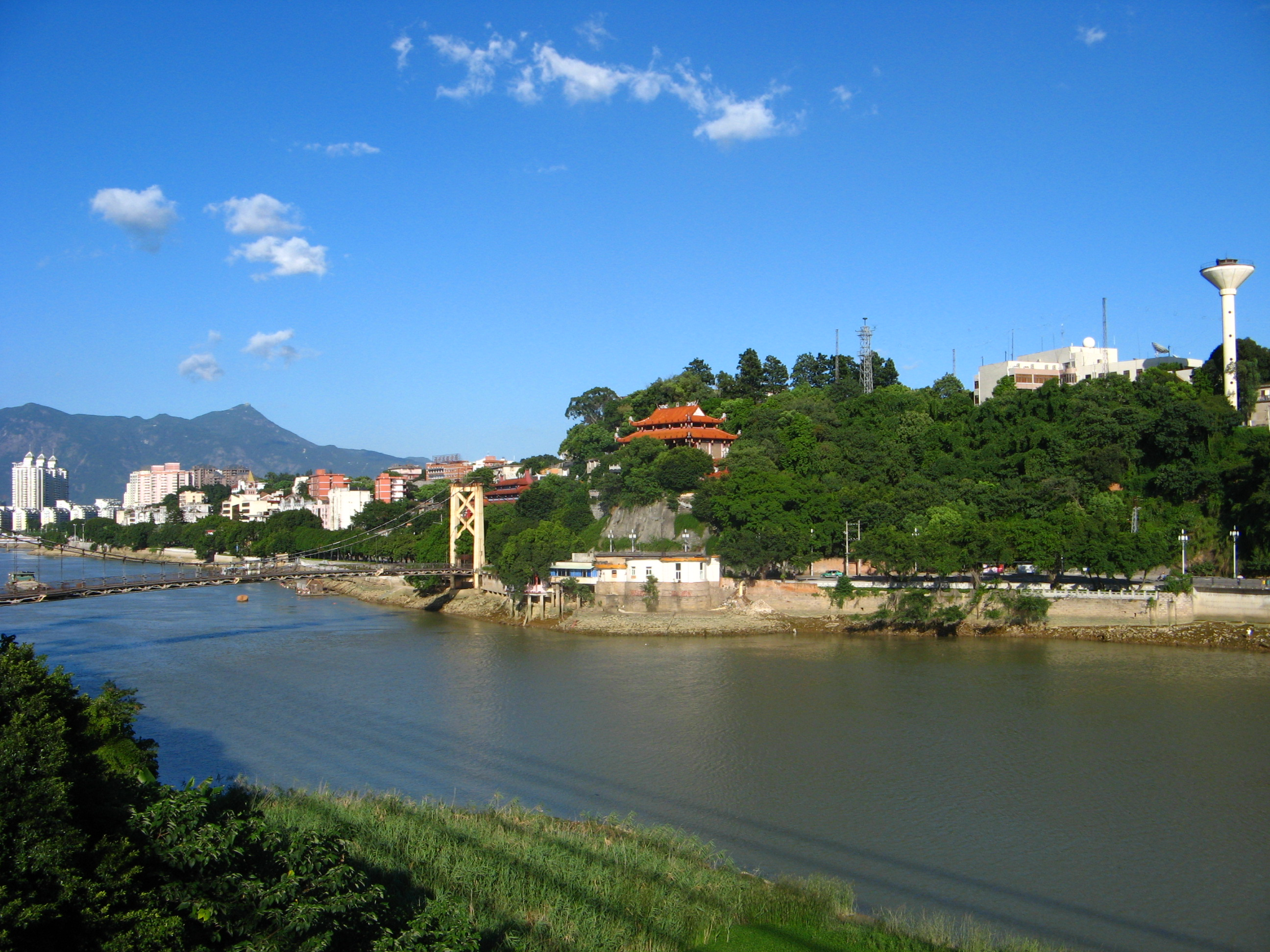
Fleuve Min affluent du Yangzi .

### Bassin versant du  Quiantang
- Qiantang (钱塘江) / Xin'an  (新安江) : longueur 494 km, bassin versant 54 349 km2,   débit moyen 1 400 m3/s
  - Heng (横江)
    - Longchuan (龙川)
    - Fengxi (丰溪河)
- Cao'e (曹娥江) : longueur 182 km, bassin versant 5 931 km

### Autres fleuves côtiers
- Yong (甬江)
- Jiao (椒江) : longueur 198 km, bassin versant 6 519 km2
- Ou (瓯江) : longueur 388 km, bassin versant 18 028 km2,   débit moyen 640 m3/s
- Mulan (木蘭溪畔) : longueur 168 km, bassin versant 1 732 km2
  - Xikou
  - Dajixi

## Détroit de Taïwan
- Min : longueur 577 km, bassin versant 60 922 km2, débit 2 158 m3/s
- Jiulong : longueur 258 km, bassin versant 14 700 km2

## Mer de Chine méridionale

### Bassin versant du  Han
- Han (韩江) : longueur 410 km, bassin versant 30 112 km2, débit 870 m3/s
  - Rivière Mei (梅江)
    - Ning (宁江)

  - Ting (汀江) : longueur 300 km
  - Dajing (大靖河)

### Bassin versant de la Rivière des Perles

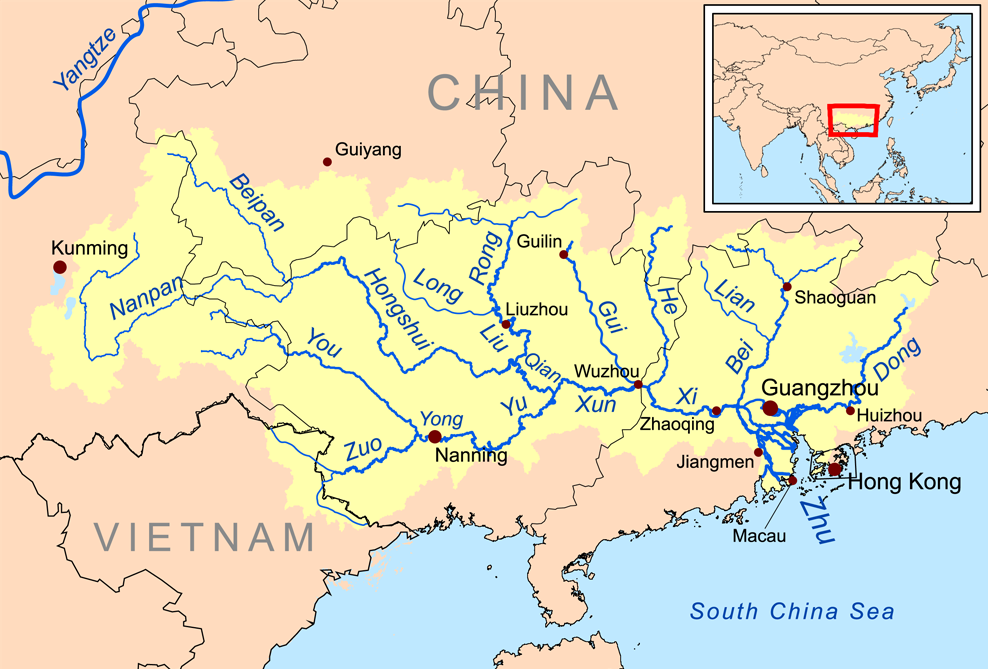
Bassin versant de la Rivière des Perles.

- Rivière des Perles : longueur 2 200 km, bassin versant 409 458 km2, débit 9 500 m3/s
  - Dong (东江) : longueur 523 km, bassin versant 32 000 km2
  - Liuxihe
  - Bei (Bei) (北江) : longueur 63 km, bassin versant 45 900 km2
  - Xinfeng
  - Xi (Xi) (西江) : longueur 2 197 km, bassin versant 409 480 km2, débit 6 965 m3/s
    - Gui  (桂江) : longueur 426 km, bassin versant 18 200 km2, débit 767 m3/s
      - Li (Li) (漓江) : longueur 437 km, bassin versant 19 025 km2

    - Xun  (浔江)
      - Qian (黔江) : longueur 122 km, bassin versant 2 210 km2
        - Liu (柳江)
          - Rong (融江
          - Long龙江) : longueur 367 km, bassin versant 16 878 km2

        - Hongshui (Fleuve rouge) (红水河) : longueur 638 km, bassin versant 138 340 km2, débit 2 151 m3/s
          - Beipan (北盘江) : longueur 444 km, bassin versant 26 357 km2
          - Nyang Chu (南盘江) : longueur 286 km, bassin versant 17 500 km2
            - Qu (曲江) : longueur 720 km
              - Lian (练江) : longueur 50 km

    - Yu (Yu) (鬱江) : longueur 1152 km, bassin versant 89 677 km2
      -         - Yong (Yong) (邕江)
          - Zuo (Zuo) (左江)
          - You (You) (右江)

La rivière des Perles et ses affluents
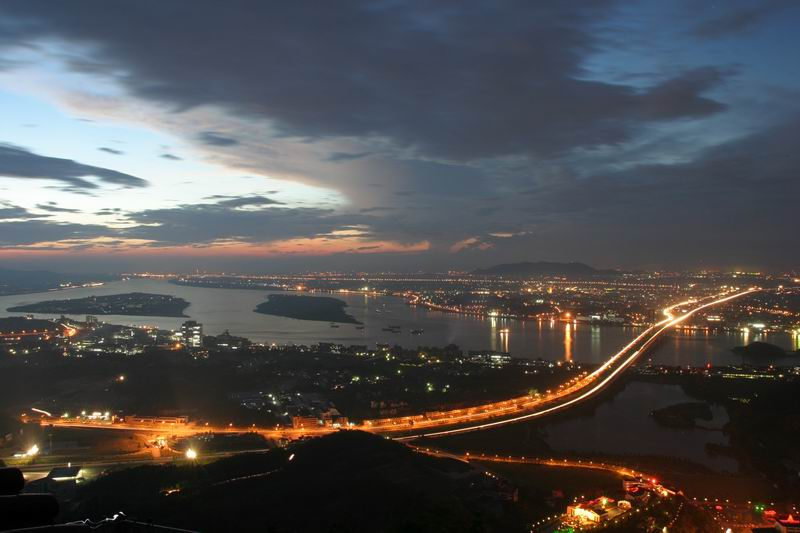
La rivière Xi affluent de la rivière des Perles à Foshan dans le Guangdong.
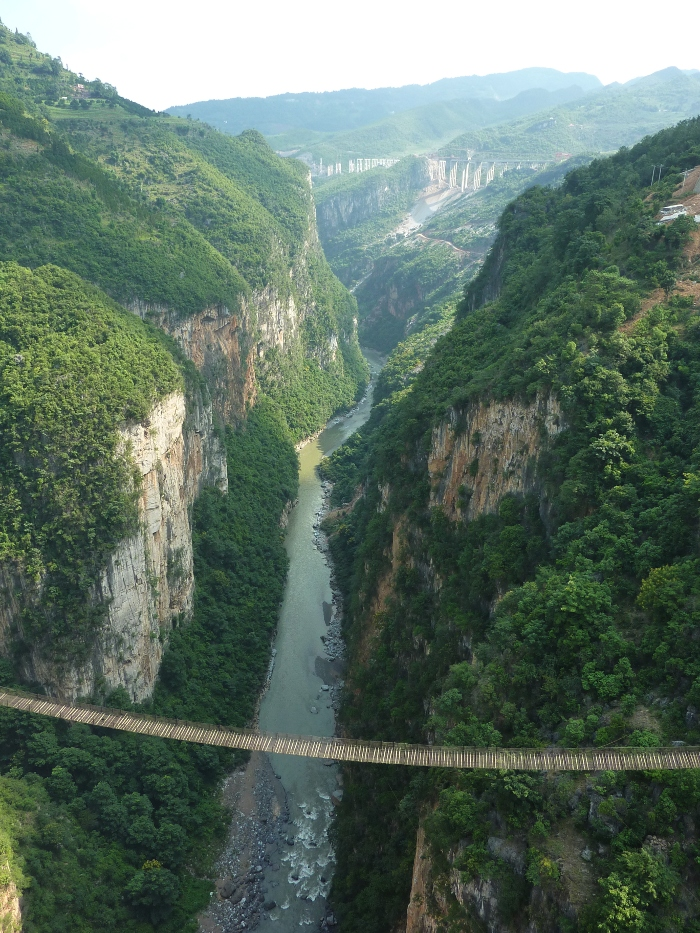
Gorges de la rivière Beipan affluent du Hongshui (Guangxi)
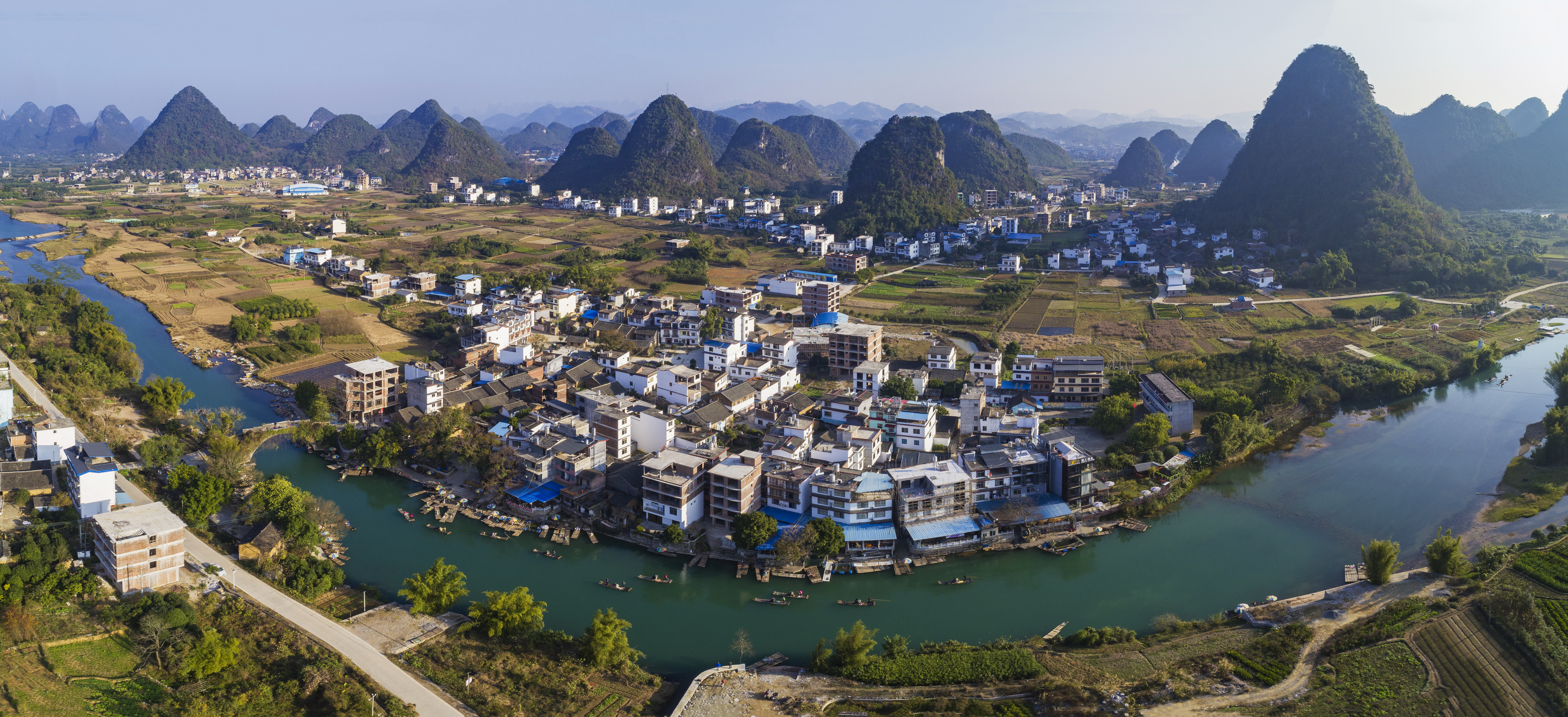
La rivière Yulong à Yangshuo dans le xian de Guilin
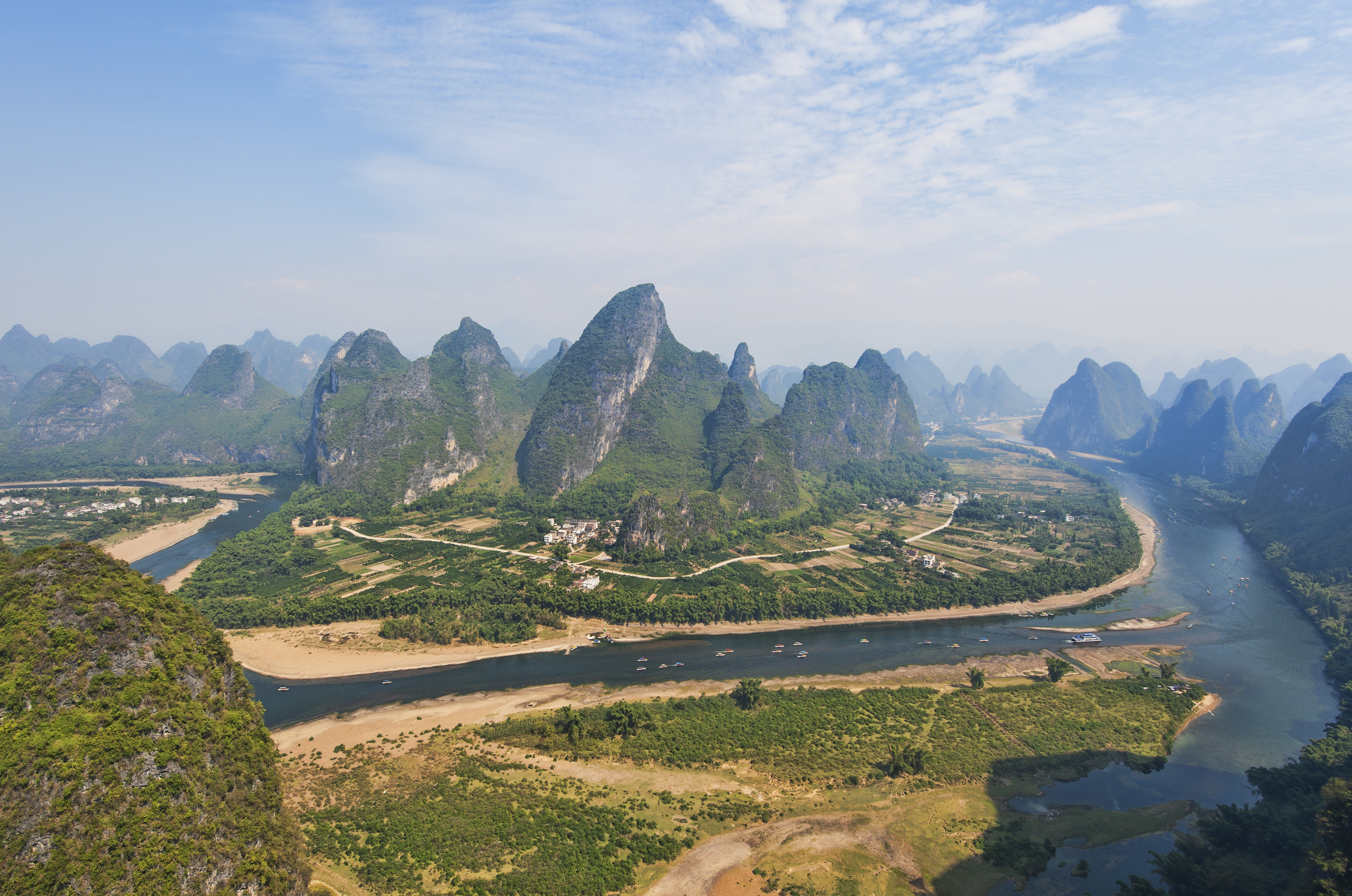
La rivière Li à Yangshuo dans le xian de Guilin

### Autres bassins versants
- Beilun (北仑河)

- Fleuve Rouge (fleuve Rouge)  (元江) : longueur 1 149 km, bassin versant 170 977 km2, débit 3 640 m3/s. Cours inférieur irrigue le nord du Vietnam (dont Hanoï).
  - Rivière Claire (南温河) / (Nanwen ou Lô River) Cours inférieur irrigue le nord du Vietnam
  - Rivière Noire (李仙江) : longueur 910 km, bassin versant 57 947 km2. Cours inférieur (527 km). Irrigue le nord du Vietnam

- Mékong/Lancang (澜沧江) : longueur 4 350 km, bassin versant 795 000 km2, débit 15 000 m3/s. La moitié du cours est en Chine.
  - Nanju (南桔河)
  - Nanla (南腊河)
  - Luosuo (罗梭江)

#### Fleuves de l'île deHainan

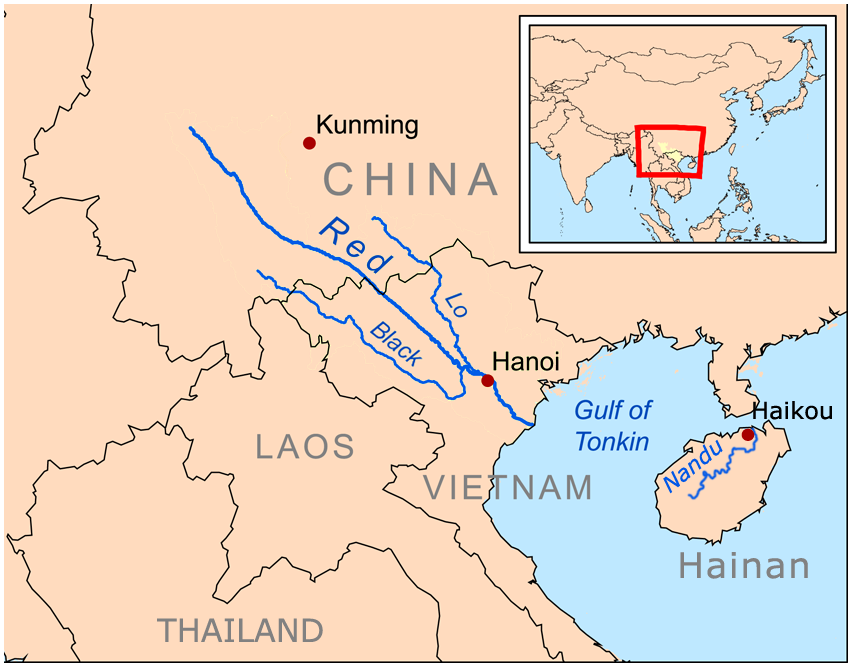
Le fleuve Nandu River dans l'île de Hainan Province

- Nandu(南渡江) : longueur 314 km, débit 193 m3/s.
  - Haidian
- Wanquan(万泉河) : longueur 162 km

## Mer d'Andaman
- Salouen (fleuve Nu) (怒江)
  - Wanma (万马河)
  - Hongyang (硔养河)
  - Mengboluo (勐波罗河)
  - Supa (苏帕河)
  - Shidian (施甸河)
  - Luomingba (罗明坝河)

- Irrawaddy
  - Taping (rivière) (大盈江) / (Ta Ying Chiang)
  - Shweli (龙川江) / (Lung Chuan Chiang) : longueur 610 km, bassin versant 29 630 km². Partie aval située en Birmanie.
  - N'Mai : longueur 230 km. Partie aval située en Birmanie.
    - Dulong (独龙江

Cours supérieurs des fleuves de l'Indochine et de l'Inde
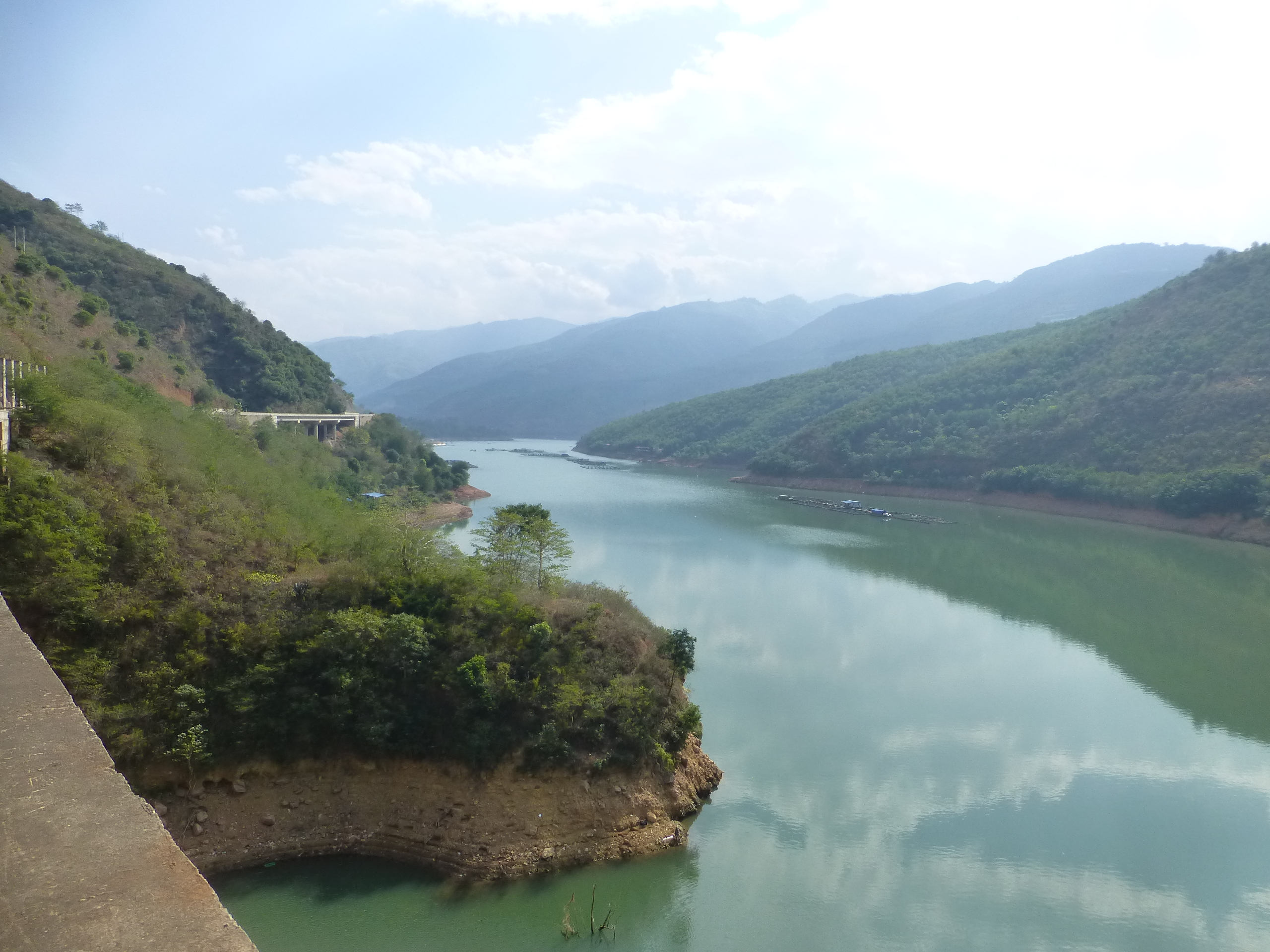
Le fleuve Rouge dans le Gejiu
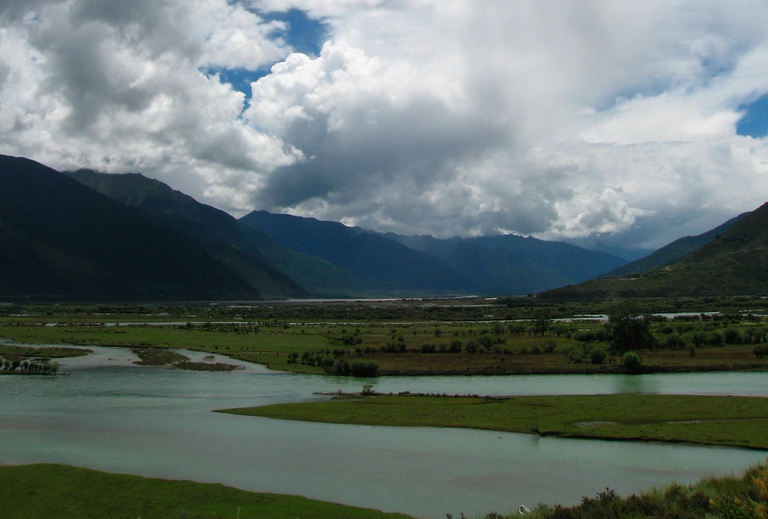
Le cours supérieur du Mékong (=Lancang) en Chine.
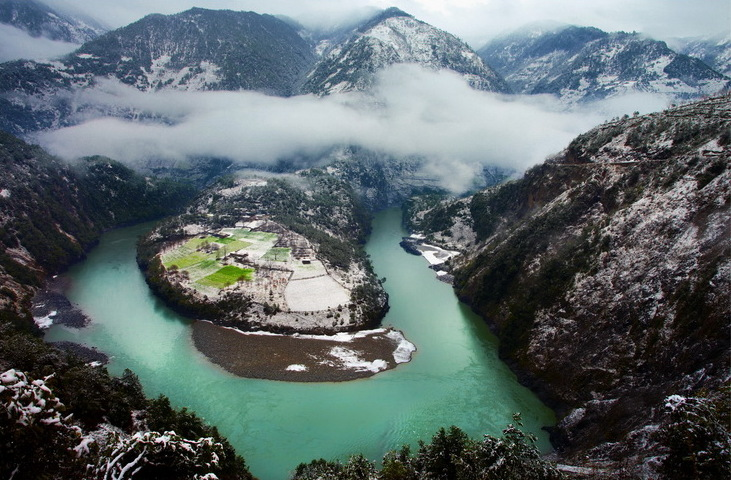
Coude de la rivière Nu (Salouen) à Gongshan dans le Yunnan

## Golfe du Bengale
- Meghna (Bangladesh)

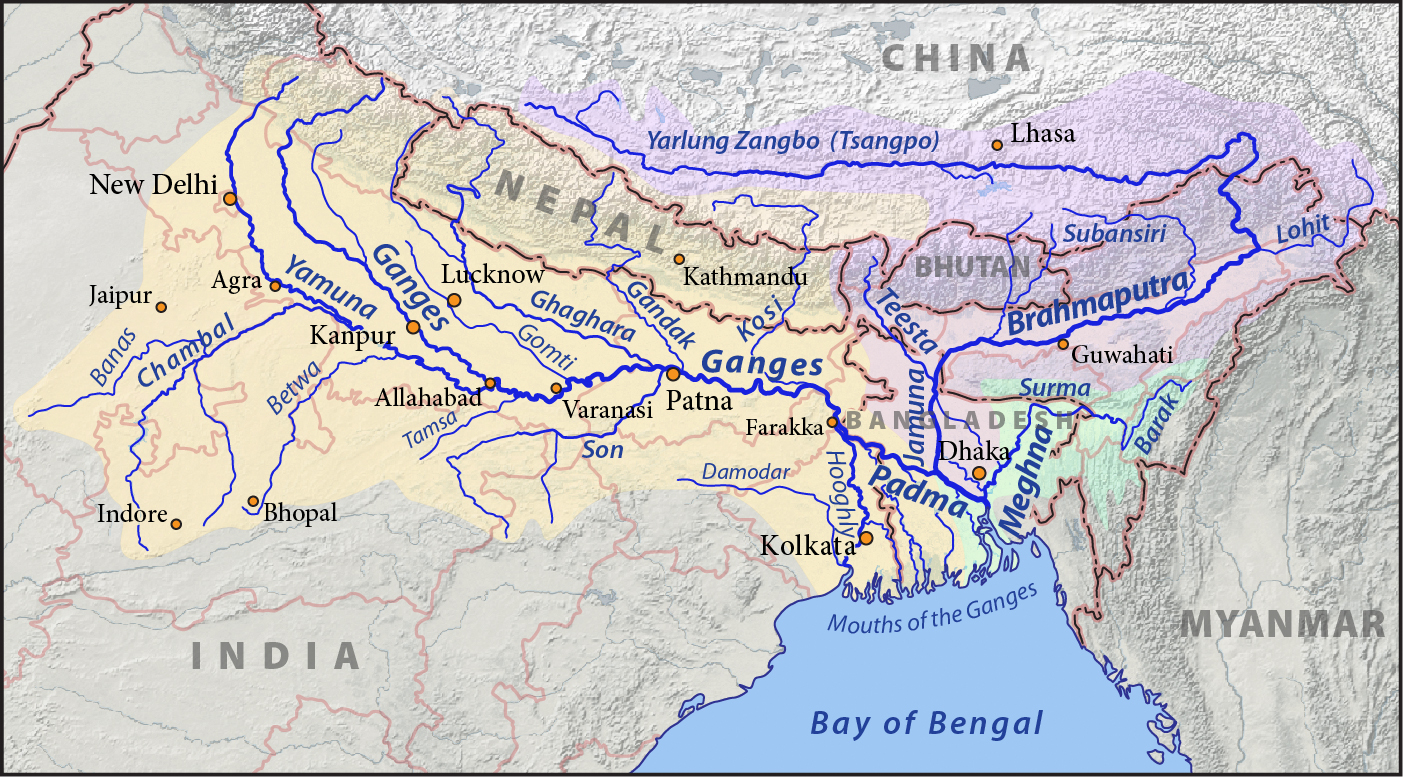
Bassins versants du Gange (jaune), du Brahmapoutre (violet) et du Meghna (vert).

  - Gange (Inde) et Padma (Bangladesh)
    - Brahmapoutre ( ཡར་ཀླུངས་གཙང་པོ་, 雅鲁藏布江)/ Yarlung Tsangpo en tibétain : longueur 2 896 km, bassin versant 651 335 km2, débit 21 261 m3/s. Le cours amont est au Tibet et la partie aval est en Inde.
      - Subansiri(西巴霞曲) : longueur 442 km, bassin versant 32 640 km2
      - Kyi chu/Rivière de Lhassa : longueur 450 km, bassin versant 26 000 km2, débit 125 m3/s.
      - Parlung Tsangpo (帕隆藏布) : longueur 266 km
        - Yigong Tsangpo(易贡藏布)

      - Zayuqu (察隅曲) / Zayü :   : longueur 450 km, bassin versant 29 487 km2. La partie aval est en Inde.
      - Nyang Chu ( ཉང་ཆུ, 尼洋曲) : longueur 286 km, bassin versant 17 500 km2
      - Arun (བུམ་ཆུ, 澎曲 / 阿龙河) Le cours inférieur coule en Inde.
      - Sunkoshi (མ་གཙང་གཙང་པོ།, 麻章藏布) / Sun Kosi: longueur 286 km, bassin versant 3 394 km2. Le cours inférieur coule au Népal.
      - Bhote Koshi (波特科西) / Rongshar Tsangpo Le cours inférieur coule au Népal.

    - Karnali (格尔纳利河) : longueur 917 km, bassin versant 127 950 km2, débit 2 980 m3/s. Seul le cours supérieur coule au Tibet. Le cours moyen et inférieur coule au Népal puis en Inde.

Fleuves du Tibet
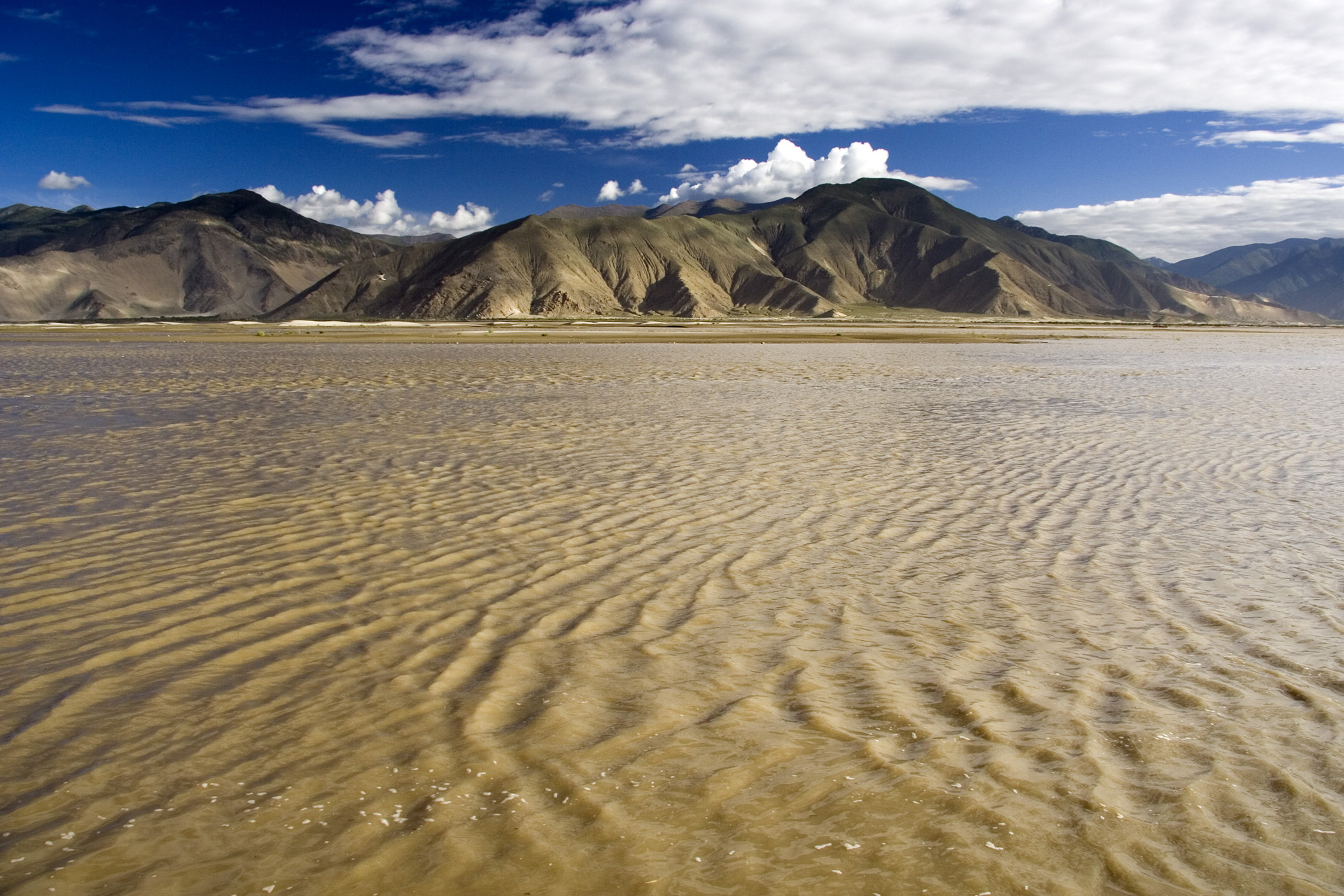
Le Yarlung Tsanpo au Tibet
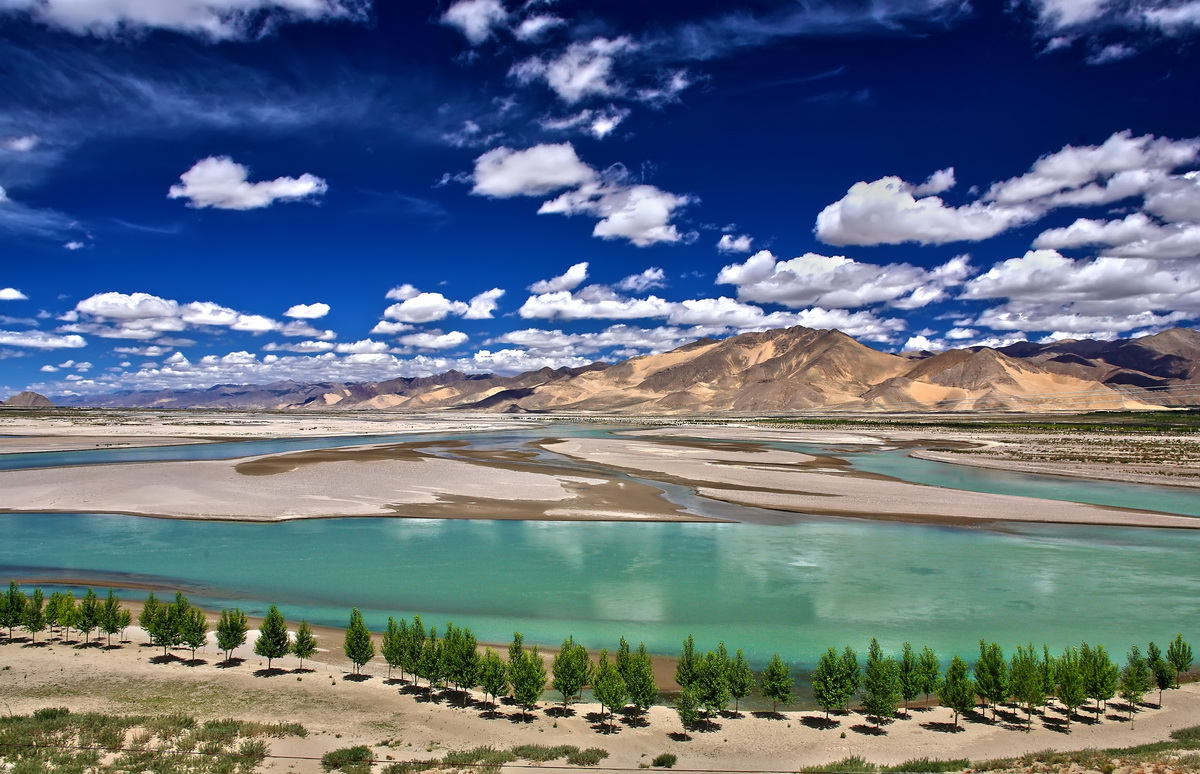
Le Yarlung Tsanpo au Tibet près de Shigatsé
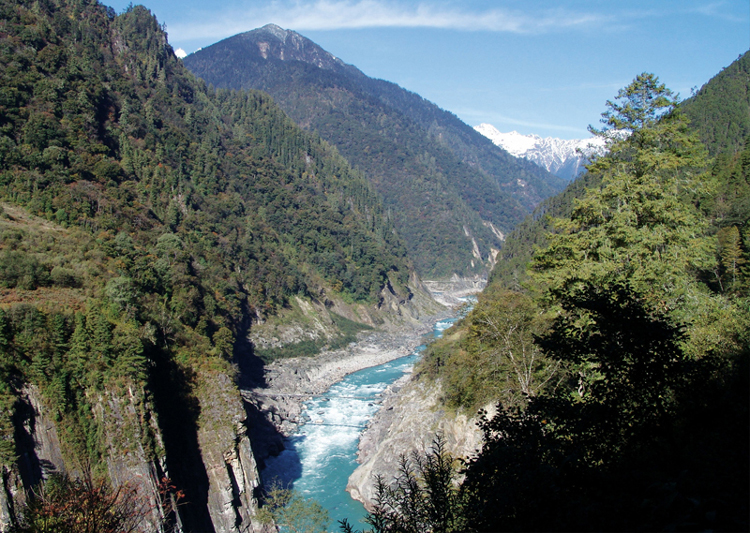
Parlung Tsanpo au Tibet an aval de son confluent avec le Lhayue Chu.
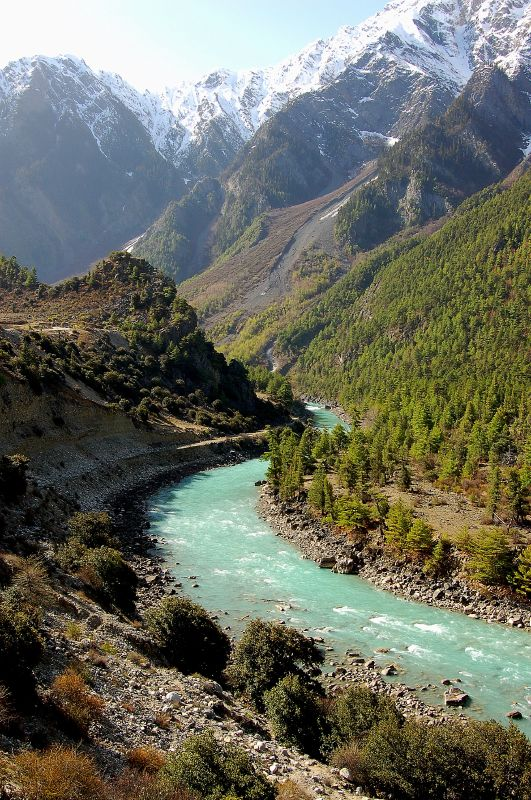
Rivière Nyang principal affluent du Parlung Tsanpo près de Gongbogyamda (Tibet).

## Mer d'Arabie
- Indus  (སེང་གེ།་གཙང་པོ, 狮泉河)
  - Panjnad (Pakistan) / Sênggê Zangbo
    - Sutlej (གླང་ཆེན་གཙང་པོ, 象泉河) / Sutlej River. Seul le cours supérieur coule au Tibet.

## Océan Arctique

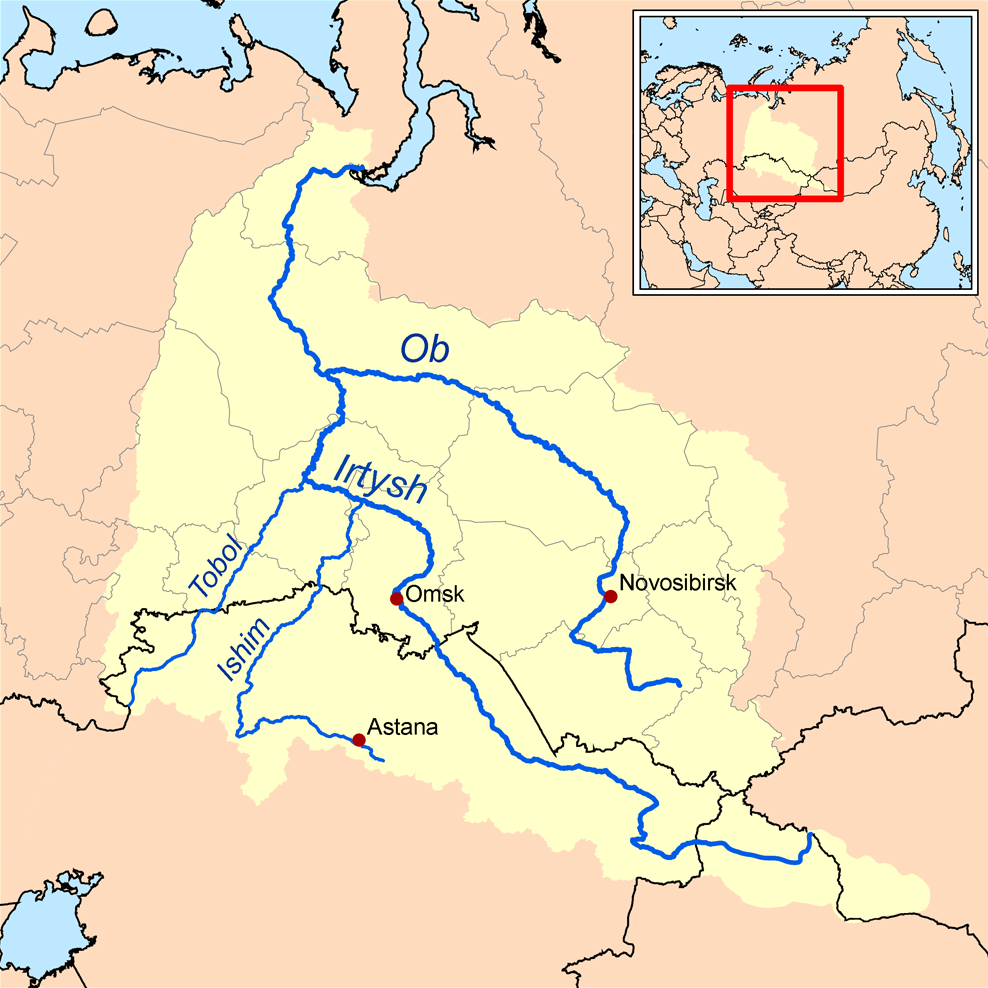
Bassin versant de l'Ob-Irtysh.

- Ob (Russie)
  - Irtych (额尔齐斯河)
    - Bieliezeke (别列则克河)
    - Haba (哈巴河)
    - Burqin (布尔津河)
      - Kanas
        - Kanas

      - Hemu

    - Kala Irtych (喀拉额尔齐斯河)

## Bassins endoréiques

### Bassin du Junggar
- Lac Ulungur (乌伦古湖)
  - Ulungur (乌伦古河) : longueur 700 km, bassin versant 35 440 km2
- Lac Manas (玛纳斯湖)
  - Manasi (玛纳斯河)
- Lac Ailik (艾里克湖)
  - Baiyang (白杨河) : longueur 170 km, bassin versant 16 400 km2

### Lac Balkhach
- Lac Balkhach (Kazakhstan)
  - Ili : longueur 1 439 km, bassin versant 140 000 km2, débit 480 m3/s. Le cours inférieur se trouve au Kazakhstan.
    - Kax (喀什河 ou Kash
    - Tekes (特克斯河)

### Bassin du lac Juyan
- Lac Juyan
  - Ejin ou Ruo Shui (弱水) : longueur 630 km, bassin versant 78 600 km2

### Lac Alakol
- Lac Alakol (Kazakhstan)
  - Emin/Emil : longueur 250 km. Cours inférieur (70 km) au Kazakhstan.
- Lac Zhalanashkol (Kazakhstan)
  - Terekty/Tielieketi (铁列克提河). Cours inférieur au Kazakhstan.

### Qaidam
- Golmud : bassin versant 18 648 km2

### Bassin du Tarim
- Qiemo

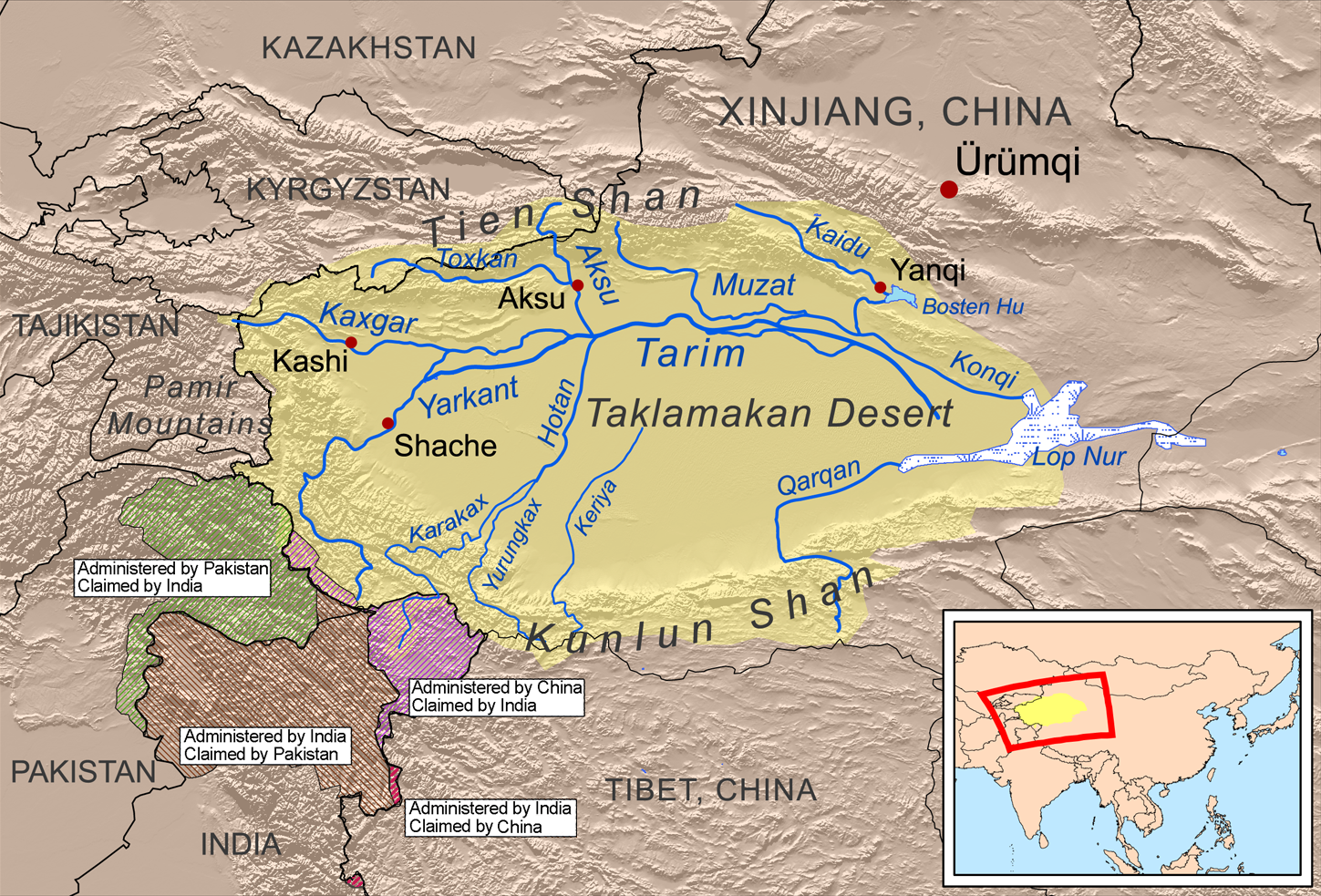
bassin versant du Tarim.

- Kaidu : longueur 610 km, bassin versant 22 000 km2, débit 107 m3/s.
- Tarim - se déverse dans le lac Lop : longueur 2030 km, bassin versant 557 000 km2, débit 158 m3/s.
  - Muzat : longueur 230 km
  - Hotan/Khotan (chinois : 和田河, 和阗河, 和阗郭勒 ou encore 阗达里雅) : longueur 300 km, bassin versant 43 600 km2
    - Karakash (Rivière du jade noir) (黑玉江) : longueur 740 km, bassin versant 19 983 km2, débit 69,7 m3/s.
    - Yurungkash (Rivière du jade blanc) :  bassin versant 14 575 km2, débit 72,3 m3/s.

  - Aksou : longueur 282 km, bassin versant 31 982 km2, débit 249 m3/s. Cours supérieur (197 km) au Kirghizistan.
    - Toshkan. Cours supérieur  au Kirghizistan.

  - Yarkand : longueur 1097 km, bassin versant 98 900 km2, débit 210 m3/s.
    - Kashgar. Cours supérieur  au Kirghizistan.
    - Tashkurgan
    - Shaksgam
- Shule : longueur 905 km, bassin versant 102 300 km2, débit 28,8 m3/s.
  - Dang
  - Lucao
    - Yulin

  - Changma
- Karatash

Fleuves du Xinjiang
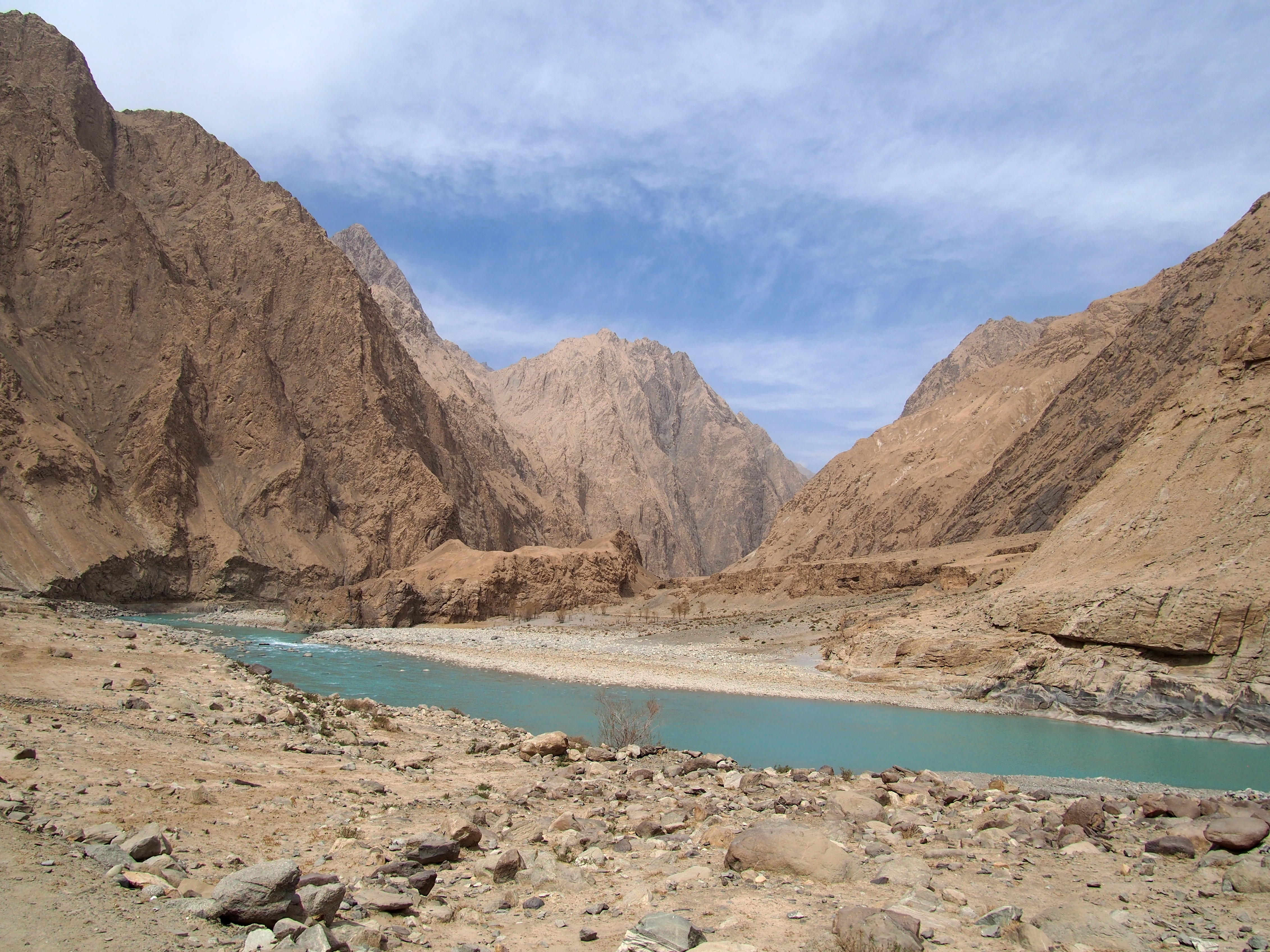
La rivière Yarkand dans le Xinjiang, en Chine et un affluent du fleuve Tarim.
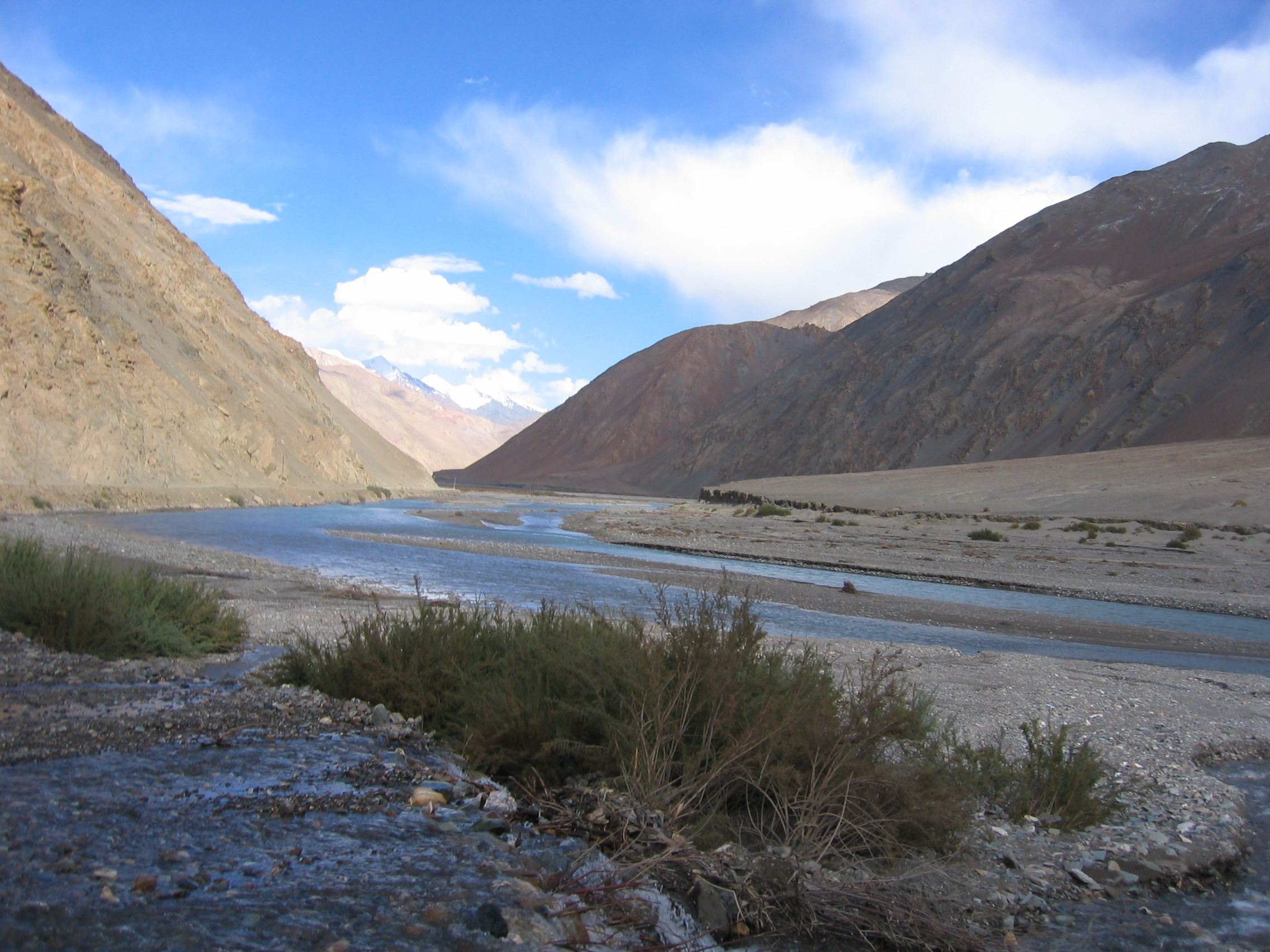
La rivière Karakash  dans les montagnes du Kunlun (Xinjiang).
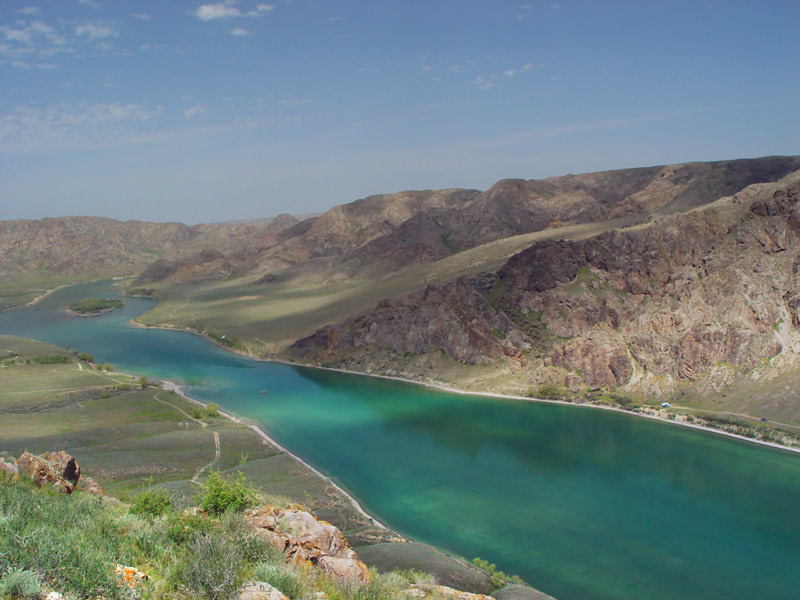
La rivière Ili en Dzoungarie
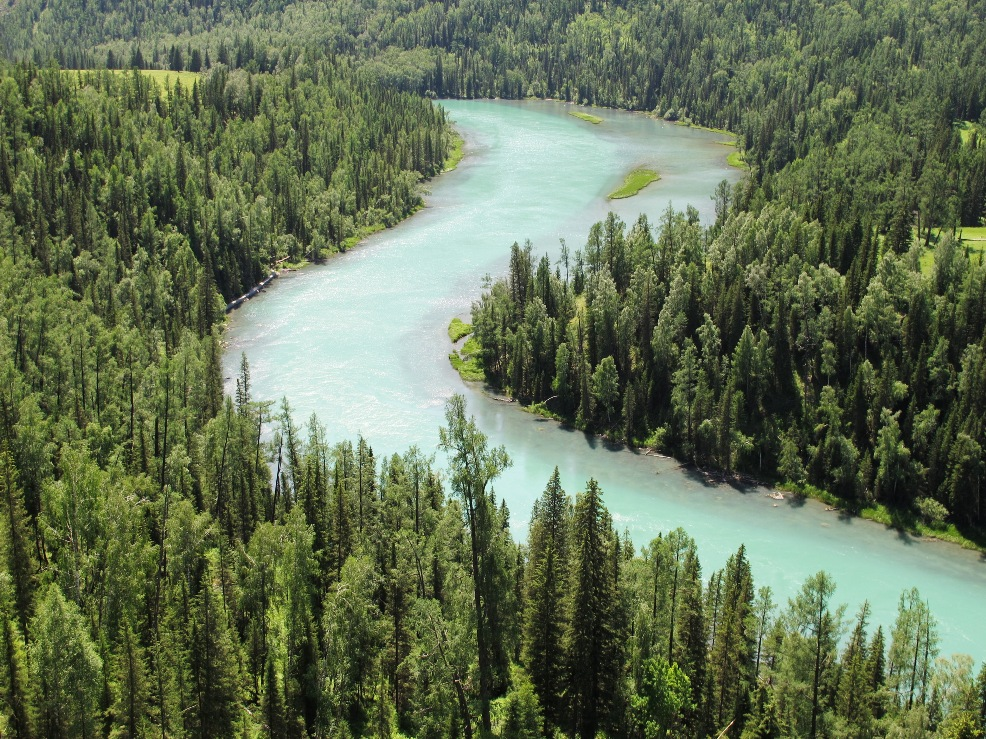
La rivière Kanas en Dzoungarie

## Lacs de la Chine

Lacs de la Chine
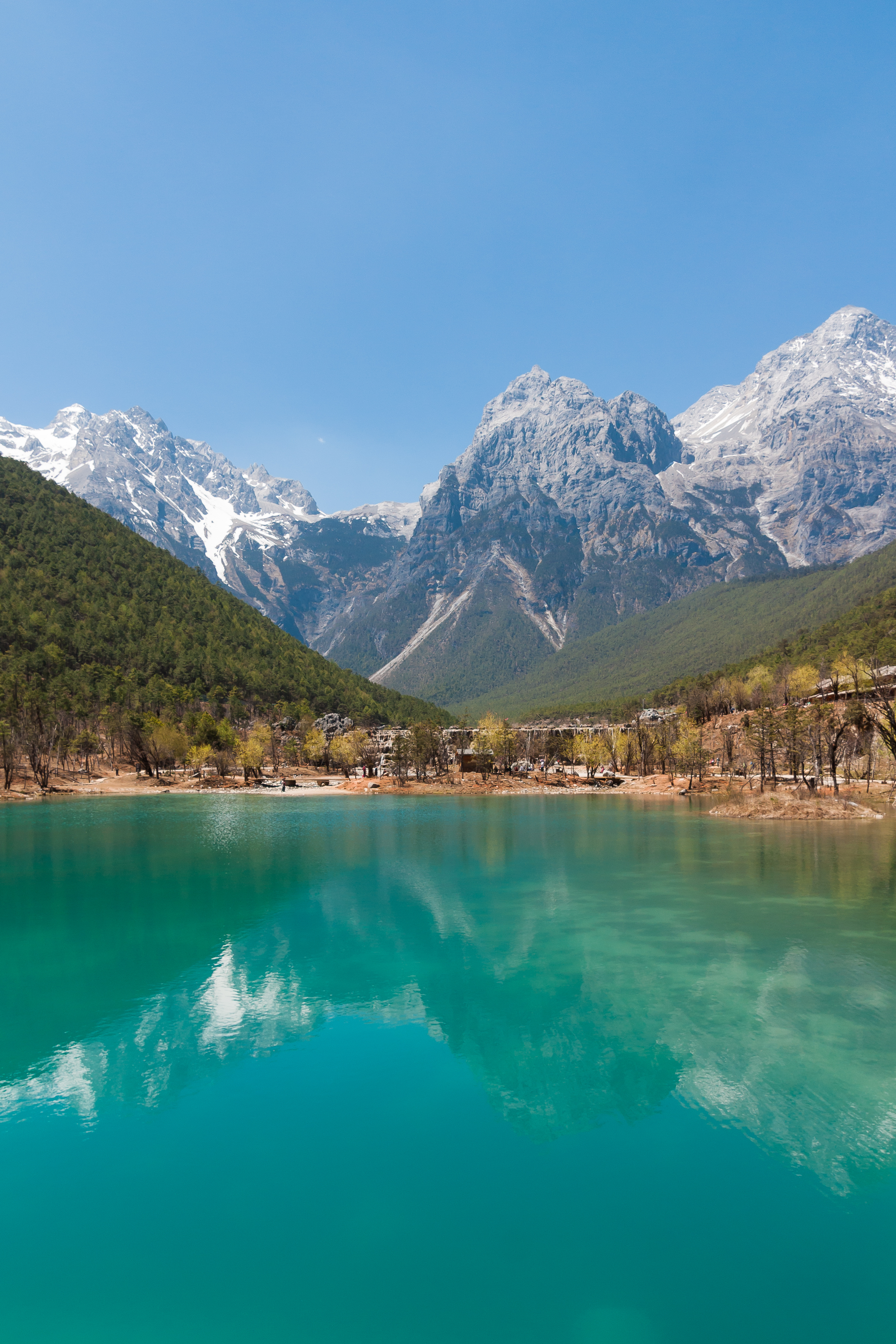
Lac à Lijiang dans le Yunnan
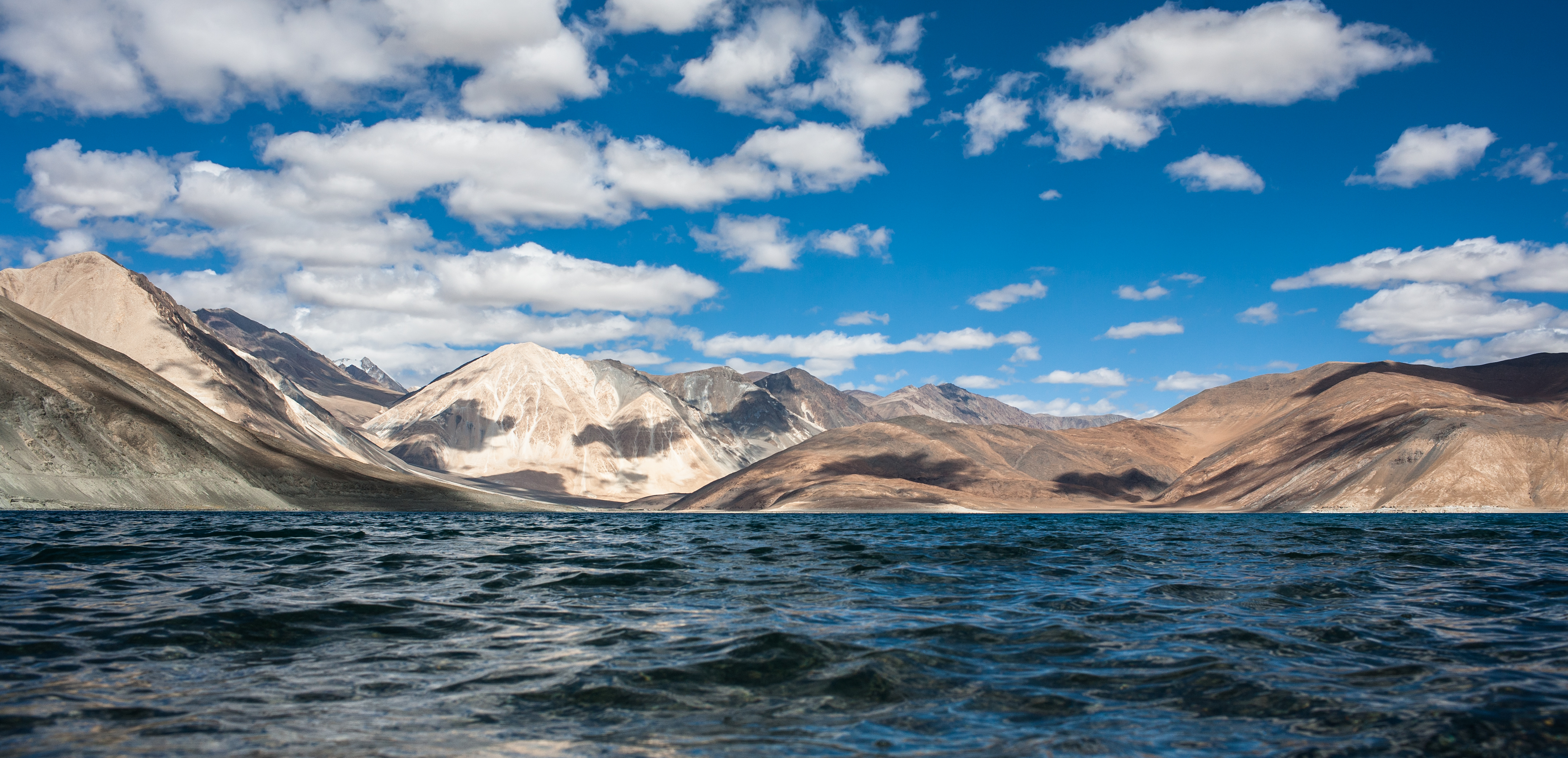
Lac Pangong Tso au Tibet
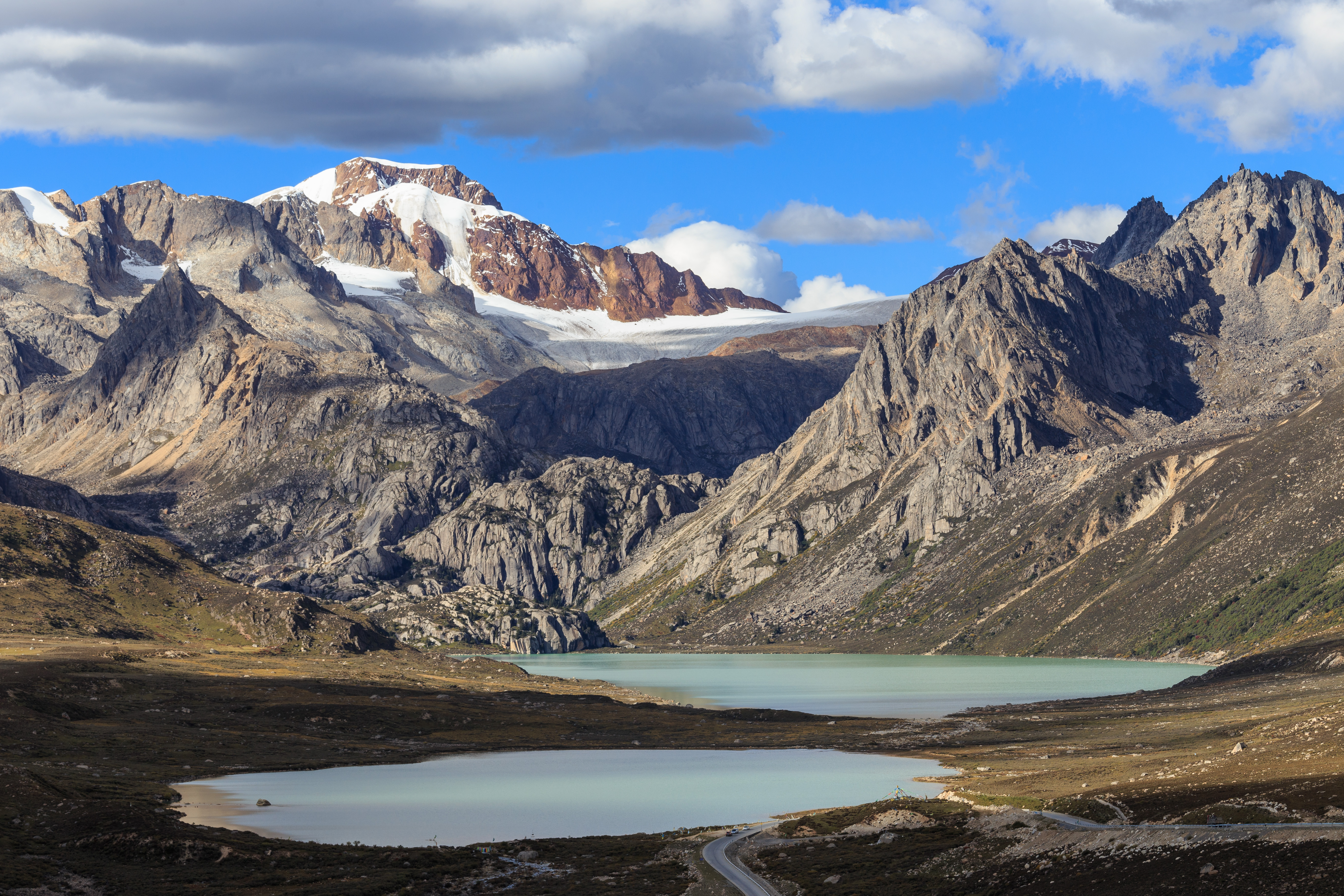
Lacs à Batang dans le Sichuan
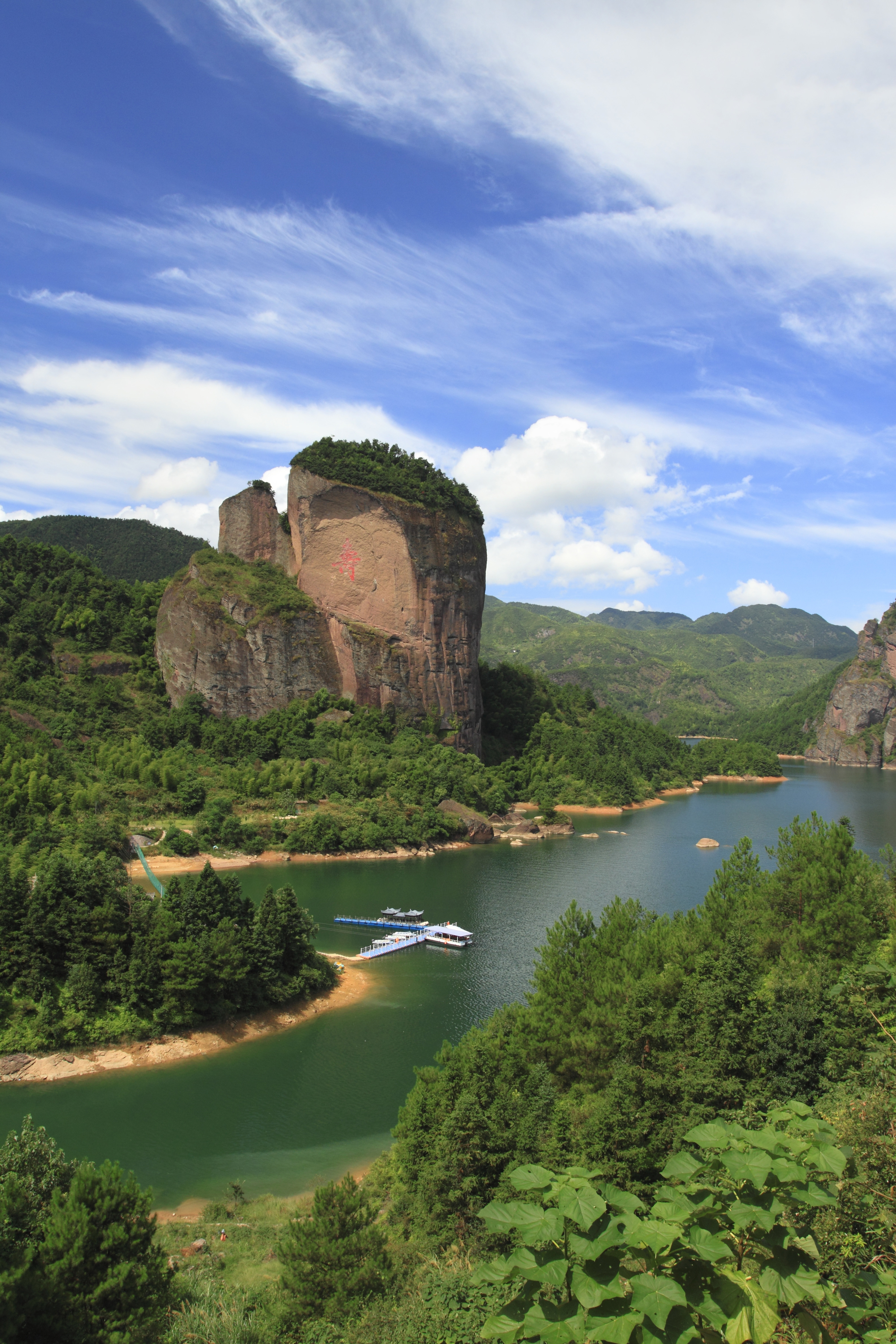
Lac de barrage de Juntan dans le Jiangxi